# Литературные памятники
«Литерату́рные па́мятники» (разг. — Литпамятники) — советская, затем российская книжная серия академической художественной и документальной литературы, классической поэзии. Издаётся с 1948 года под эгидой Академии наук СССР; с 1992 года — РАН. Инициаторами создания серии были А. К. Дживелегов и А. М. Эфрос. Активное содействие оказал Президент АН СССР С. И. Вавилов.
Строго определённой программы издания серии не существует, в неё включаются «отдельные, наиболее выдающиеся или примечательные в каком-либо отношении произведения русской и мировой литературы». Часть произведений серии широко известна читателям, но прежде не издавалась академически или издавалась недобросовестно. Тип большинства изданий серии предполагает включение в состав справочного аппарата фундаментальной сопроводительной статьи и комплекса статей, текстологического, историко-литературного и других комментариев, указателей и разного рода приложений. В состав серии входят отдельные произведения, авторские и коллективные сборники. По мнению издателей, «серия специфически академична, и её книги рассчитаны на читателя, стремящегося к глубокому и всестороннему пониманию выдающихся произведений разных эпох и народов мира».

## Состав серии
Репринты (кроме переработанных изданий) указаны уменьшенным шрифтом
Принятые сокращения:
Пер. = Перевод [имя переводчика/переводчиков в родительном падеже]
Под ред. = Под редакцией [имя редактора перевода в родительном падеже]
Изд. подг. = Издание подготовил(а / и) [имя/имена подготовителя/подготовителей в именительном падеже]
Отв. ред. = Ответственный редактор [имя редактора издания в именительном падеже]

### 1948
- 1. Афанасий Никитин. Хожение за три моря Афанасия Никитина, 1466—1472 гг. — 232 с. + 7 вкл. + карта. Тираж 8000 экз.
- 2. Гай Юлий Цезарь. Записки Юлия Цезаря и его продолжателей о Галльской войне, о гражданской войне, об Александрийской войне, об Африканской войне. — М.-Л.: Издательство АН СССР, 1948. — 559 с. Тираж 5000 экз.

### 1949
- 3. Воинские повести Древней Руси. — 358 с. Тираж 10 000 экз.
- 4. Низам ал-Мульк. Сиасет-намэ. — 379 с. Тираж 5000 экз.
- 5. Марк Туллий Цицерон. Письма Марка Туллия Цицерона к Аттику, близким, брату Квинту, М. Бруту. I. Годы 68—51. — 536 с. Тираж 5000 экз.

### 1950
- 6. Марк Порций Катон Старший. Земледелие. — 220 с. Тираж 4000 экз.
- 7. Махабхарата. Кн. 1: Адипарва. — 738 с. Тираж 3000 экз.
- 8. Письма Плиния Младшего. — 578 с. Тираж 5000 экз.
- 9. Повесть временных лет. В 2 чч. Ч. 1. — 405 с. Тираж 10 000 экз.
- 10. Повесть временных лет. В 2 чч. Ч. 2. — 557 с. Тираж 10 000 экз.
- 11. Сказки и легенды пушкинских мест. — 342 с. Тираж 10 000 экз.
- 12. Слово о полку Игореве. — 483 с. Тираж 10 000 экз.
- 13. Марк Туллий Цицерон. Письма Марка Туллия Цицерона к Аттику, близким, брату Квинту, М. Бруту. II. Годы 51—46. — 502 стр. Тираж 5000 экз.

### 1951
- 14. Бестужевы М. А., Н. А., П. А., Е. А. Воспоминания Бестужевых. — 891 с. Тираж 7000 экз.
- 15. Иван IV Васильевич Грозный. Послания Ивана Грозного / Подготовка текста Д. С. Лихачёва и Я. С. Лурье; под ред. В. П. Адриановой-Перетц. — 715 с. Тираж 4000 экз.
- 16. Ксенофонт. Анабасис / Под ред. И. И. Толстого. — 299 с. Тираж 5000 экз.
- 17. Марк Анней Лукан. Фарсалия, или Поэма о гражданской войне. — 349 с. Тираж 5000 экз.
- 18. Иван Посошков. Книга о скудости и богатстве и другие сочинения. — 411 с. Тираж 5000 экз.
- 19. Иван Тимофеев. Временник Ивана Тимофеева. — 512 с. Тираж 3000 экз.
- 20. Марк Туллий Цицерон. Письма Марка Туллия Цицерона к Аттику, близким, брату Квинту, М. Бруту. III. Годы 46—43. — 827 с. Тираж 4000 экз.
- 21. Записки, статьи, письма декабриста Ивана Якушкина. — 739 с. Тираж 8000 экз.

### 1952
- 22. Этьен де Ла Боэси. Рассуждение о добровольном рабстве. — 199 c. Тираж 3000 экз.

### 1953
- 23. Кабус-Намэ. — 276 с. Тираж 5000 экз.
- 24. Симеон Полоцкий. Избранные сочинения. — 281 с. Тираж 5000 экз.

### 1954
- 25. Френсис Бэкон. Новая Атлантида. Опыты и наставления нравственные и политические / Перевод З. Е. Александровой. Статья и примечания Ф. А. Коган-Бернштейн. — М.: Издательство АН СССР, 1954. — 243 c., 1 л. портр. Тираж 8000 экз.
- 26. Демосфен. Речи. — 608 с. Тираж 5000 экз.
- 27. Мишель Монтень. Опыты. В 3 кн. — Кн. 1. — 557 с. Тираж 4000 экз.
- 28. Путешествия русских послов XVI—XVII вв. Статейные списки. — 490 с. Тираж 5000 экз.
- 29. Русская демократическая сатира XVII века. — 292 с. Тираж 5000 экз.
- 30. Удивительные истории нашего времени и древности. Избранные рассказы из сборника XVII в. «Цзинь гу цигуань» / Перевод и примечания И. Э. Циперович. — 316 с. Тираж 10 000 экз.
- 31. Харитон. Повесть о любви Херея и Каллирои / Перевод с древнегреческого и комментарии академика И. И. Толстого. — М. — Л.: Издательство АН СССР, 1954. — 216 с. Тираж 10 000 экз.

### 1955
- 32. Иван Вишенский. Сочинения. — 372 с. Тираж 5000 экз.
- 33. Степан Жихарев. Записки современника / Редакция, статьи и комментарии Б. М. Эйхенбаума. — 835 с. Тираж 10 000 экз.
- 34. Русская сатирическая сказка в записях середины XIX — начала XX века. — 286 с. Тираж 20 000 экз.
- 35. Танские новеллы / Перевод с китайского, послесловие и примечания О. Л. Фишман. — М.: Академия наук СССР, 1955. — 228 с. Тираж 15 000 экз.

### 1956
- 36. Апулей. Апология. Метаморфозы. Флориды. — 435 с. Тираж 30 000 экз.
- 37. Иван Крылов. Басни. — 635 с. Тираж 18 000 экз.
- 38 — 40. Жан Поль Марат. Избранные произведения. В 3 тт. — 360+316+420 с. Тираж 7000 экз.
- 41. Эпические сказания народов южного Китая. — 202 с. Тираж 10 000 экз.

### 1957
- 42. Александр Корнилович. Сочинения и письма. — 550 с. Тираж 7500 экз.
- 43. Нарты. Эпос осетинского народа. — 401 с. Тираж 6000 экз.
- 44. Повесть о Скандербеге. — 244 с. Тираж 6000 экз.
- 45. Фирдоуси. Шахнаме. В 6 тт. — Т. 1. — 675 с. Тираж 16 000 экз.
- 46. Шицзин. — 611 с. Тираж 3500 экз.

### 1958
- 47. Древние российские стихотворения, собранные Киршею Даниловым. — 665 с. Тираж 3000 экз.
- 48. Илья Муромец. — 557 с. Тираж 10 000 экз.
- 49. Легенда о докторе Фаусте. — 574 с. Тираж 10 000 экз.
- 50. Мишель Монтень. Опыты. В 3 кн. — Кн. 1 (2-е изд.). — 526 с. Тираж 15 000 экз.
- 51. Мишель Монтень. Опыты. В 3 кн. — Кн. 2. — 652 с. Тираж 15 000 экз.
- 52. Афанасий Никитин. Хожение за три моря Афанасия Никитина, 1466—1472 гг. (2-е изд, доп. и перераб.). — 284 с. Тираж 20 000 экз.
- 53. Панчатантра. — 373 с. Тираж 12 000 экз.
- 54. Феокрит, Мосх, Бион. Идиллии и эпиграммы. — 326 с. Тираж 15 000 экз.

### 1959
- 55. Пьер Абеляр. История моих бедствий / Изд. подг. Д. А. Дрбоглав, Н. А. Сидорова, В. А. Соколов, В. С. Соколов. — 256 с. Тираж 10 000 экз.
- 56. Апулей. Апология. Метаморфозы. Флориды (2-е изд.). — 435 с. Тираж 110 000 экз.
- 57. Артхашастра, или Наука политики. — 793 с. Тираж 4000 экз.
- 58. Вишакхадатта. Мудраракшаса, или Перстень Ракшасы. — 173 с. Тираж 3000 экз.
- 59. Ли Жу-чжэнь. Цветы в зеркале. — 787 с. Тираж 10 000 экз.
- 60. Песнь о Сиде. — 255 с. Тираж 5000 экз.
- 61. Повести о Куликовской битве. — 511 с. Тираж 4000 экз.
- 62. Пополь-Вух. Родословная владык Тотоникапана. Перевод с языка Киче / Издание подготовил Р. В. Кинжалов, отв. ред. Ю. В. Кнорозов. — 252 с. Тираж 4000 экз.
- 63. Харитон. Повесть о любви Херея и Каллирои (2-е изд.). — 200 c. Тираж 100 000 экз.

### 1960
- 64. Садриддин Айни. Воспоминания. — 1087 с. Тираж 4000 экз.
- 65. Сергей Аксаков. История моего знакомства с Гоголем. — 294 с. Тираж 12 000 экз.
- 66. Вацлав Воровский. Фельетоны. — 376 с. Тираж 15 000 экз.
- 67. Дигенис Акрит / Перевод, статьи и комментарии А. Я. Сыркина. — 218 с. Тираж 3500 экз.
- 68. Ян Кохановский. Избранные произведения. — 372 с. Тираж 3500 экз.
- 69. Мишель Монтень. Опыты. В 3 кн. — Кн. 1 (3-е изд.). — 526 с. Тираж 10 000 экз.
- 69а. Мишель Монтень. Опыты. В 3 кн. — Кн. 2 (2-е изд.). — 652 с. Тираж 10 000 экз.
- 70. Мишель Монтень. Опыты. В 3 кн. — Кн. 3. — 495 с. Тираж 25000 экз.
- 71. Полярная звезда, изданная А. Бестужевым и К. Рылеевым. — 1014 с. Тираж 5000 экз.
- 72. Фирдоуси. Шахнаме. В 6 тт. — Т. 2. — 643 с. Тираж 8000 экз.
- 72a. Литературные памятники. Справочник.

### 1961
- 73. Плутарх. Сравнительные жизнеописания. В 3 тт. — Т. 1. — 503 с. Тираж 35 000 экз.
- 74. Эпос о Гильгамеше («О всё видавшем»). — 214 с. Тираж 10 000 экз.

### 1962
- 75. Фрэнсис Бэкон. Новая Атлантида. Опыты и наставления нравственные и политические (2-е изд.). — 238 c. Тираж 12 000 экз.
- 76. Ян Длугош. Грюнвальдская битва. — 214 с. Тираж 8000 экз.
- 77. Книга моего деда Коркута. Огузский героический эпос / Перевод академика В. В. Бартольда. Изд. подг. В. М. Жирмунский, А. Н. Кононов. — 299 с. Тираж 3100 экз.
- 78. Этьен де Ла Боэси. Рассуждение о добровольном рабстве (2-е изд.). — 148 c. Тираж 3000 экз.
- 79. Михаил Лермонтов. Герой нашего времени. — 228 с. Тираж 3500 экз.
- 80. Махабхарата. Кн. 2: Сабхапарва, или Книга о собрании. — 253 с. Тираж 2800 экз.
- 81. Франко Саккетти. Новеллы. — 392 с. Тираж 48 000 экз.
- 82. Генри Дэвид Торо. Уолден, или Жизнь в лесу. — 240 с. Тираж 12 000 экз.
- 83. Федр, Бабрий. Басни. — 263 с. Тираж 22 000 экз.
- 84. Гай Юлий Цезарь. Записки Юлия Цезаря и его продолжателей о Галльской войне, о гражданской войне, об Александрийской войне, об Африканской войне (2-е изд.). — 418 с. Тираж 6500 экз.
- 85 — 86. Марк Туллий Цицерон. Речи. В 2 тт. — 443+400 с. Тираж 10 000 экз.

### 1963
- 87. Байрон Дж. Дневники. Письма / Издание подготовили З. Е. Александрова, А. А. Елистратова, А. Н. Николюкин. — М.: Наука, 1963. — 440 с. Тираж 15 000 экз. (в 1965 году была допечатка тиража)
- 88. Вяземский П. А. Записные книжки / Изд. подг. В. С. Нечаева. — 507 с. Тираж 10 000 экз.
- 89. Гоголь Н. В. Тарас Бульба. — 256 с. Тираж 5500 экз.
- 90. Горбачевский И. И. Записки. Письма. — 354 с. Тираж 3000 экз.
- 91. Зайн ал-Абидин Марагаи. Дневник путешествия Ибрахим-бека, или Его злоключения по причине фанатической любви к родине. — 267 с. Тираж 3000 экз.
- 92. Орлов М. Ф. Капитуляция Парижа. Политические сочинения. Письма / Издание подготовили С. Я. Боровой и М. И. Гиллельсон. — 374 с. Тираж 6000 экз.
- 93. Плутарх. Сравнительные жизнеописания. В 3 тт. — Т. 2. — 548 с. Тираж 30 000 экз.
- 94. Н. А. Серно-Соловьевич. Публицистика. Письма. — 432 с. Тираж 5000 экз.
- 95. Старшая Эдда. — 259 с. Тираж 3000 экз.
- 96. Толстой Л. Н. Казаки. — 415 с. Тираж 10 000 экз.
- 97. Клавдий Элиан. Пёстрые рассказы / Перевод с древнегреческого, статья, примечания и указатель С. В. Поляковой. — М.-Л.: «Наука», 1963. — 186 с. Тираж 30 000 экз.
- 98. Эпос сербского народа / Изд. подг. И. Н. Голенищев-Кутузов. — 354 с. Тираж 2600 экз.

### 1964
- 99. Лафонтен, Жан де. Любовь Психеи и Купидона. — 138 c. Тираж 45 000 экз.
- 100. Лихтенберг Г. К. Афоризмы. — 207 c. Тираж 22 000 экз.
- 101. Мантейффель П.[нем.] Досуг при свете лучины. — 129 с. Тираж 4400 экз.
- 102. Песнь о Роланде. — 192 с. Тираж 15 000 экз.
- 103. Плутарх. Сравнительные жизнеописания. В 3 тт. — Т. 3. — 546 с. Тираж 27 000 экз.
- 104. Прево А. Ф. История кавалера де Гриё и Манон Леско. — 287 с. Тираж 125 000 экз.
- 105. Пушкин А. С. Капитанская дочка. — 284 с. Тираж 28 000 экз.
- 106. Гай Светоний Транквилл. Жизнь двенадцати цезарей. — 375 с. Тираж 50 000 экз.
- 107. Толстой Л. Н. Воскресение. — 579 с. Тираж 28 000 экз.
- 108. Тургенев А. И. Хроника русского. Дневники (1825—1826 гг.). — 624 с. Тираж 30 000 экз.

### 1965
- 109. Александрия. Роман об Александре Македонском по русской рукописи XV века. — 269 с. Тираж 4000 экз.
- 110. Византийская любовная проза. — 156 с. Тираж 30 000 экз.
- 110а. Крижанич Юрий. Политика. — 735 с. Тираж 2500 экз. (Книга готовилась для серии, но вышла вне её.)
- 111. Лихтенберг Г. К. Афоризмы (2-е изд.). — 344 c. Тираж 70 000 экз.
- 112. Мишле Ж. Народ. — 207 с. Тираж 10 500 экз.
- 113—115. Робеспьер М. Избранные произведения. В 3 тт. — 378+399+318 с. Тираж 9000 экз.
- 116—117. Тютчев Ф. И. Лирика. В 2 тт. — 447+511 с. Тираж 40 000 экз.
- 118. Фирдоуси. Шахнаме. В 6 тт. — Т. 3. — 591 с. Тираж 6200 экз.
- 119. Шодерло де Лакло. Опасные связи. — 356 с. Тираж 15 000 экз.

### 1966
- 120. де Бальзак О. Неведомый шедевр. Поиски абсолюта = Le Chef-d'œuvre inconnu. La Recherche de l'absolu / Отв. ред. Балашов Н. И.. — М.: «Наука», 1966. — 236 с. — 35 000 экз.
- 121. Гарибальди Дж. Мемуары = Memorie / Пер. В. С. Бондарчука, Ю. А. Фридмана; отв. ред. С. Д. Сказкин. — М.: «Наука», 1966. — 468 с. — 23 000 экз.
- 122. О возвышенном. — 149 с. Тираж 21 000 экз.
- 123. Светоний Г. Т. Жизнь двенадцати цезарей. Второе издание / Издание подготовили М. Л. Гаспаров и Е. М. Штаерман — М. Наука, 1966. — 375 с. Тираж 50 000 экз.
- 124. Тютчев Ф. И. Лирика. В 2 тт. / Изд. подг. К. В. Пигарёв; отв. ред. Д. Д. Благой. — 2-е изд. — М.: «Наука», 1966. — Т. 1. — 448 с. — 200 000 экз.
- 125. Тютчев Ф. И. Лирика. В 2 тт. / Изд. подг. К. В. Пигарёв; отв. ред. Д. Д. Благой. — 2-е изд. — М.: «Наука», 1966. — Т. 2. — 512 с. — 200 000 экз.
- 126. Цицерон. Диалоги. — 224 с. Тираж 20 000 экз.
- 127. Шамфор. Максимы и мысли. Характеры и анекдоты. — 291 с. Тираж 30 000 экз.

### 1967
- 128. Аполлинер Г. Стихи / Перевод М. П. Кудинова, статья и примечания Н. И. Балашова. — М.:"Наука", 1967. — 335 с. — 115 000 экз.
- 129. Гриммельсгаузен Г. Я. К. Симплициссимус. — 672 с. Тираж 30 000 экз.
- 130. Данте Алигьери. Божественная комедия = La Divina Commedia / Пер. М. Лозинского; изд. подг. И. Н. Голенищев-Кутузов; отв. ред. М. П. Алексеев, И. Н. Голенищев-Кутузов. — М.: «Наука», 1967. — 628 с. — 50 000 экз.
- 131. Маргарита Наваррская. Гептамерон / Перевод А. М. Шадрина; статья и примечания З. В. Гуковской; ответственный редактор И. Н. Голенищев-Кутузов. — Л.: Наука. Ленинградское отделение), 1967. — 420 с. Тираж 50 000 экз.
- 132. Махабхарата. Кн.4: Виратапарва, или Книга о Вирате. — 212 с. Тираж 10 000 экз.
- 133. Остин Дж. Гордость и предубеждение. — 624 с. Тираж 20 000 экз.
- 134. Уолпол Г. Замок Отранто. Казот Ж. Влюблённый дьявол. Бекфорд У. Ватек / Изд. подг. В. М. Жирмунский и Н. А. Сигал. — Л.: Наука, 1967. — 294 с. — 50 000 экз.
- 134a. Литературные памятники. Итоги и перспективы серии.

### 1968
- 135. Басни Эзопа = Μυθοι Αισωπειοι = Fabvlae aesopicae / Изд. подг. М. Л. Гаспаров; отв. ред. Ф. А. Петровский. — М.: «Наука», 1968. — 320 с. — 30 000 экз.
- 136. Боккаччо, Джованни. Фьямметта. Фьезоланские нимфы / Издание подготовили И. Н. Голенищев-Кутузов, А. Д. Михайлов. — 325 с. Тираж 50 000 экз.
- 137. Виньи А. де. Неволя и величие солдата / Перевод, биографический очерк и примечания А. А. Энгельке. Статья Б. Г. Реизова. Ответственный редактор А. М. Шадрин. — Л.: Наука, 1968. — 187 с. Тираж 50 000 экз.
- 138. Данте Алигьери. Малые произведения = Opera minora / Изд. подг. И. Н. Голенищев-Кутузов; отв. ред. М. П. Алексеев, И. Н. Голенищев-Кутузов. — М.: «Наука», 1968. — 652 с. — 25 000 экз.
- 139. Ирвинг В. История Нью-Йорка. — 363 с. Тираж 25 000 экз.
- 140. Лас Касас Б. де. История Индий. — 471 с. Тираж 15 000 экз.
- 141. Потоцкий Я. Рукопись, найденная в Сарагосе = Rękopis znaleziony w Saragossie / Пер. А. С. Голембы; отв. ред. И. Ф. Бэлза. — М.: «Наука», 1968. — 624 с. — 30 000 экз.

### 1969
- 142. Вега Карпио, Лопе Феликс де. Новеллы = Novelas / Изд. подгот. А. А. Смирнов; отв. ред. З. И. Плавскин; перевод стихов Ю. Б. Корнеева. — М.: «Наука», 1969. — 312 с. — 120 000 экз.
- 143. Грибоедов А. С. Горе от ума. — 399 с. Тираж 50 000 экз.
- 144. Никита Евгениан. Повесть о Дросилле и Харикле / Издание подготовил Ф. Петровский. Заключительная статья А. Алексидзе. — М.: «Наука», 1969. — 157 с. Тираж 60 000 экз.
- 145. Руссо Ж. Ж. Трактаты. — 704 с. Тираж 30 000 экз.
- 146. Сталь Ж. де. Коринна, или Италия. — 439 с. Тираж 50 000 экз.
- 147. Стефанит и Ихнилат. Средневековая книга басен по русским рукописям XV—XVII веков. — 251 с. Тираж 40 000 экз.
- 148. Тацит П. К. Сочинения в двух томах = Opera tomi duo. — Том первый: Анналы. Малые произведения = Tomus prior: Annales. Opera minora / Пер. А. С. Бобовича; изд. подг. А. С. Бобович, Я. М. Боровский, М. Е. Сергеенко; отв. ред. С. Л. Утченко. — Л.: «Наука», 1969. — 444 с. — 30 000 экз.
- 149. Тацит П. К. Сочинения в двух томах = Opera tomi duo. — Том второй: История = Tomus posterior: Historiae / Пер. Г. С. Кнабе; изд. подг. Г. С. Кнабе, М. Е. Грабарь-Пассек, И. М. Тронский; отв. ред. С. Л. Утченко. — Л.: «Наука», 1969. — 371 с. — 30 000 экз.
- 150. Фирдоуси. Шахнаме. В 6 тт. — Т. 4. — 458 с. Тираж 10 000 экз.

### 1970
- 151. Бебель Г. Фацетии / Изд. подг. Ю. М. Каган. — 328 с. Тираж 50 000 экз.
- 152. Бодлер Ш. Цветы зла = Les Fleurs du Mal / Изд. подг. Н. И. Балашов, И. С. Поступальский; отв. ред. Н. И. Балашов. — М.: Наука, 1970. — 480 с. — 50 000 экз.
- 153. Добролюбов Н. А. Русские классики. — 616 с. Тираж 15 000 экз.
- 154. Достоевский Ф. М. Преступление и наказание. — 808 с. Тираж 35 000 экз.
- 155. Мариво. Удачливый крестьянин, или Мемуары г-на *** = Le paysan parvenu, ou Les memoires de M *** / Пер. А. А. Поляк, Н. А. Поляк; изд. подг. А. Д. Михайлов, А. А. Поляк, Н. А. Поляк; отв. ред. Н. И. Балашов. — М.: Наука, 1970. — 388 с. — 30 000 экз.
- 156. Парни Э. Война богов: Поэма в десяти песнях с эпилогом = La Guerre des Dieux: Poème en dix chants avec épilogue / Пер. В. Г. Дмитриева; отв. ред. Е. Г. Эткинд. — Л.: Наука, 1970. — 244 с. — 80 000 экз.
- 157. По Э. Полное собрание рассказов = The complete tales / Изд. подг. А. А. Елистратова, А. Н. Николюкин; отв. ред. А. А. Елистратова. — М.: Наука, 1970. — 800 с. — 55 000 экз.
- 158. Снорри Стурлусон. Младшая Эдда. — 138 с. Тираж 15 000 экз.
- 158а. Снорри Стурлусон. Младшая Эдда. — 254 c. Тираж 30 000 экз.
- 159. Толстой Л. Н. Анна Каренина. — 911 с. Тираж 40 000 экз.

### 1971
- 160. Борель П. Шампавер. — 207 с. Тираж 30 000 экз.
- 161. Вернер Садовник. Крестьянин Гельмбрехт. М., «Наука», 1971. — 111 с. Тираж 25 000 экз.
- 162. Ларошфуко Ф. де. Мемуары. Максимы. — 280 с. Тираж 50 000 экз.
- 163. Фет А. А. Вечерние огни / Изд. подг. Д. Д. Благой, М. А. Соколова; отв. ред. Д. Д. Благой. — М.: «Наука», 1971. — 800 с. — 50 000 экз.
- 164. Честерфилд. Письма к сыну. Максимы. Характеры. — 351 с. Тираж 85 000 экз.
- 165. Шоу Дж. Б. Письма. — 398 с. Тираж 30 000 экз.
- 166. Поль Элюар. Стихи. — 424 с. Тираж 25 000 экз.

### 1972
- 167. Аполлодор. Мифологическая библиотека. — 215 с. Тираж 50 000 экз.
- 168. Византийские легенды / Изд. подг. С. В. Полякова. — Л. : Наука, 1972. — 303 с. — 15 000 экз.
- 169. Гофман Э. Т. А. Крейслериана. Житейские воззрения кота Мурра. Дневники = Kreisleriana. Lebensansichten des Katers Murr. Tagebücher / Изд. подг. И. Ф. Бэлза, А. С. Големба, О. К. Логинова; отв. ред. И. Ф. Бэлза. — М.: «Наука», 1972. — 668 с. — 35 000 экз.
- 170. Немецкие волшебно-сатирические сказки / Изд. подг. А. А. Морозов; отв. ред. А. В. Фёдоров. — Л.: «Наука», 1972. — 216 с. — 30 000 экз.
- 171. Песнь о Нибелунгах. — 343 с. Тираж 20 000 экз.
- 172. Питти, Бонаккорсо. Хроника. — 248 с. Тираж 50 000 экз.
- 173. Рейтер К. Шельмуфский = Schelmuffsky / Пер. Г. С. Слободкина под ред. М. Е. Грабарь-Пассек; изд. подг. Г. С. Слободкин; отв. ред. Б. И. Пуришев. — М.: «Наука», 1972. — 216 с. — 30 000 экз.
- 174. Ретиф де ла Бретон Н. Э. Совращённый поселянин. Жизнь отца моего. — 663 с. Тираж 30 000 экз.
- 175. Троянские сказания. Средневековые рыцарские романы о Троянской войне по русским рукописям XVI—XVII веков. — Л.: Наука, 1972. — 232 с. Тираж 30 000 экз.
- 176. Шелли. Письма. Статьи. Фрагменты. — 534 с. Тираж 25 000 экз.
- 177. Эджворт Мария. Замок Рэкрент. Вдали отечества. — 399 с. Тираж 35 000 экз.

### 1973
- 178. Английские и шотландские баллады / Пер. С. Я. Маршака. — М.: Наука, 1973. — 158 с. — Тираж 50 000 экз.
- 179. Гийераг. Португальские письма = Les Lettres portugaises / Пер. А. Я. Левинсона; изд. подг. А. Д. Михайлов, А. А. Энгельке; отв. ред. Н. И. Балашов. — М.: Наука, 1973. — 288 с. — 50 000 экз.
- 180. Лирика русской свадьбы / Изд. подготовила Н. П. Колпакова. — 323 с. Тираж 30 000 экз.
- 181. Мелвилл Г. Белый бушлат = White jacket or The World in a Man-of-War / Пер. И. А. Лихачёва; изд. подг. И. А. Лихачёв, Ю. В. Ковалёв; отв. ред. Б. Б. Томашевский. — Л.: Наука, 1973. — 392 с. — 40 000 экз.
- 182. Мор Томас. Эпиграммы. История Ричарда III. — 254 с. Тираж 30 000 экз.
- 183. де Эредиа Ж. М. Трофеи = Les Trophees / Изд. подг. И. С. Поступальский, Н. И. Балашов; отв. ред. Н. И. Балашов. — М.: Наука, 1973. — 328 с. — 50 000 экз.
- 183a. Литературные памятники (каталог серии). — 116 с. Тираж 20 000 экз.

### 1974
- 184. Валлес Ж. Парижская коммуна = La Commune de Paris / Пер. О. В. Моисеенко; изд. подг. О. В. Моисеенко, Ю. И. Данилин; отв. ред. Ю. И. Данилин. — М.: «Наука», 1974. — 400 с. — 45 000 экз.
- 185. Инка Гарсиласо де ла Вега. История государства инков / Издание подготовили Ю. В. Кнорозов и В. А. Кузьмищев. — 747 с. Тираж 50 000 экз.
- 186. Голдсмит О. Гражданин мира, или Письма китайского философа, проживающего в Лондоне, своим друзьям на Востоке. — 383 с. Тираж 40 000 экз.
- 187. Дефо Д. Счастливая куртизанка, или Роксана. — 302 с. Тираж 50 000 экз.
- 188. Добрыня Никитич и Алёша Попович / Изд. подг. Ю. И. Смирнов и В. Г. Смолицкий. — 447 с. Тираж 75 000 экз.
- 189. Ковалевская С. В. Воспоминания. Повести / Отв. ред. П. Я. Кочина. — М.: «Наука», 1974. — 560 с. — 50 000 экз.
- 190. Кольридж С. Т. Стихи. — 280 с. М Тираж 40 000 экз.
- 191. Кребийон-сын. Заблуждения сердца и ума, или Мемуары г-на де Мелькура = Les Egarements du cœur et de l’esprit, ou Memoires de m-de Meilcour / Пер. А. А. Поляк, Н. А. Поляк; Изд. подг. А. Д. Михайлов, А. А. Поляк, Н. А. Поляк; Отв. А. Д. Михайлов. — М.: Наука, 1974. — 344 с. Тираж 50 000 экз.
- 192. Мэлори Томас. Смерть Артура = Le Morte d’Arthure: научное издание / Отв. ред. В. М. Жирмунский, Б. И. Пуришев. Пер. с англ. И. М. Бернштейн.— М.: Наука, 1974. — 899 с. Тираж 40 000 экз.
- 193. Некрасов Н. А. Последние песни / Изд. подг. Г. В. Краснов; отв. ред. Д. Д. Благой, И. Л. Степанов. — М.: «Наука», 1974. — 328 с. — 75 000 экз.
- 194. Сандрар Б. По всему миру и вглубь мира = Du monde entier au coeur du monde / Пер. М. П. Кудинова; отв. ред. Н. И. Балашов. — М.: «Наука», 1974. — 231 с. — 50 000 экз.
- 195. Таллеман де Рео Жедеон. Занимательные истории / Изд. подгот. A. Андрее, Э. Л. Линецкая, Т. Г. Хатисова, А. А. Энгельке. — Л.: Наука, Ленинградское отделение, 1974. — 316 с. — Тираж 50 000 экз.
- 196. Феофраст. Характеры. — 124 с. — Тираж 50 000 экз.
- 197. Цицерон Марк Туллий. О старости. О дружбе. Об обязанностях. — 247 с. — Тираж 40 000 экз.

### 1975
- 198. Вилье де Лиль-Адан О. Жестокие рассказы / Изд. подг. Н. И. Балашов и Е. А. Гунст. — 239 с. Тираж 100 000 экз.
- 199. де Костер Ш. Фламандские легенды = Légendes flamandes / Пер. М. Н. Черневич; изд. подг. М. Н. Черневич; отв. ред. А. А. Елистратова. — М.: «Наука», 1975. — 280 с. — 100 000 экз.
- 200. Манн Т. Письма. — 463 с. Тираж 50 000 экз.
- 201. Одоевский В. Ф. Русские ночи / Изд. подг. Б. Ф. Егоров, Е. А. Маймин, М. И. Медовой; отв. ред. Б. Ф. Егоров. — Л.: «Наука», 1975. — 320 с. — 50 000 экз.
- 202. Поэзия вагантов = Carmina Goliardica / Пер. М. Л. Гаспарова, С. С. Аверинцева, Ф. А. Петровского, О. Б. Румера, Ф. И. Луцкой, Б. И. Ярхо; изд. подг. М. Л. Гаспаров; отв. ред. Ф. А. Петровский. — М.: «Наука», 1975. — 607 с. — 50 000 экз.
- 203. Прево А.-Ф. История одной гречанки = Histoire d'une Grecque moderne / Пер. Е. А. Гунста под ред. М. В. Вахтеровой; отв. ред. Б. Г. Реизов. — М.: «Наука», 1975. — 320 с. — 100 000 экз.
- 204. Рылеев К. Ф. Думы / Изд. подг. Л. Г. Фризман. — 254 с. Тираж 50 000 экз.
- 205. Чернышевский Н. Г. Что делать?: Из рассказов о новых людях / Изд. подг. Т. И. Орнатская, С. А. Рейсер; отв. ред. С. А. Рейсер. — Л.: «Наука», 1975. — 872 с. — 25 000 экз.

### 1976
- 206. Боткин В. П. Письма об Испании. — 343 с. Тираж 40 000 экз.
- 207. Достоевский Ф. М., Достоевская А. Г. Переписка / Изд. подг. С. В. Белов, В. А. Туниманов; отв. ред. Д. С. Лихачёв. — М.: «Наука», 1979. — 484 с. — 25 000 + 25 000 экз.
- 208. Ксенофонт. Киропедия = Κυρου παιδεια / Пер. В. Г. Боруховича, Э. Д. Фролова; изд. подг. В. Г. Борухович, Э. Д. Фролов; отв. ред. С. Л. Утченко. — М.: «Наука», 1976. — 335 с. — 50 000 экз.
- 209. Легенда о Тристане и Изольде / Издание подготовил А. Д. Михайлов. — М.: Наука, 1976. — 544 с. Тираж 50 000 экз.
- 210. Махабхарата. Кн. 5: Удьйогапарва, или Книга о старании. — 592 с. Тираж 25 000 экз.
- 211. Метьюрин Ч. Р. Мельмот Скиталец. — 740 с. Тираж 100 000 экз.
- 212. Мицкевич А. Сонеты. — 343 с. Тираж 50 000 экз.
- 213. Сага о Греттире / Изд. подг. О. А. Смирницкая и М. И. Стеблин-Каменский. — 175 с. Тираж 100 000 экз.
- 214. Софроний Врачанский. Жизнеописание. — 148 с. Тираж 140 000 экз.
- 215. Твардовский А. Василий Тёркин. Книга про бойца / Изд. подг. А. Л. Гришунин. — 527 с. Тираж 100 000 экз.

### 1977
- 216. Батюшков К. Н. Опыты в стихах и прозе / Изд. подг. И. М. Семенко; отв. ред. Д. Д. Благой. — М.: Наука, 1977. — 608 с. — 50 000 экз.
- 217. Вельтман А. Ф. Странник / Изд. подг. Ю. М. Акутин; отв. ред. А. Л. Гришунин. — М.: Наука, 1977. — 344 с. — 75 000 экз.
- 218. Древние российские стихотворения, собранные Киршею Даниловым (2-е изд.). — 487 с. Тираж 25 000 экз.
- 219. Конгрив, Уильям. Комедии. — 359 с. Тираж 50 000 экз.
- 220. Мерсье Л. С. Год две тысячи четыреста сороковой: Сон, которого, возможно, и не было[англ.] / Пер. А. Л. Андрес; изд. подг. А. Л. Андрес, П. Р. Заборов; отв. ред. П. Р. Заборов. — Л.: Наука: Ленинградское отделение, 1977. — 240 с. Тираж 25 000 экз.
- 221. Расин Ж. Трагедии / Изд. подг. Н. А. Жирмунская и Ю. Б. Корнеев. — 431 с. Тираж 25 000 экз.
- 222. Рильке Р. М. Новые стихотворения. Новых стихотворений вторая часть = Neue cedichte. Der neuen cedichte anderer teil / Изд. подг. К. П. Богатырёв, Г. И. Ратгауз, Н. И. Балашов; отв. ред. Н. И. Балашов. — М.: Наука, 1977. — 544 с. — 50 000 экз.
- 223. Русская демократическая сатира XVII века (2-е изд., доп.). — 254 с. Тираж 50 000 экз.
- 224. Сенека Л. А. Нравственные письма к Луцилию = Ad Lucilium epistulae morales / Пер. С. А. Ошерова; изд. подг. С. А. Ошеров; отв. ред. М. Л. Гаспаров. — М.: «Наука», 1977. — 384 с. — 50 000 экз.
- 225. Фолкнер У. Собрание рассказов = Collected stories / Изд. подг. А. М. Зверев; Пер. под ред. A. M. Зверева и К. А. Фёдоровой; отв. ред. А. А. Елистратова. — М.: «Наука», 1977. — 632 с. — 50 000 экз.

### 1978
- 226. Виланд К. М. История абдеритов / Издание подготовили Г. С. Слободкин, Р. Ю. Данилевский; отв. ред. Б. И. Пуришев. — 271 с., 3 л., ил. Тираж 50 000 экз.
- 227. Гейне Г. Атта Троль. Сон в летнюю ночь = Atta Troll. Ein Sommernachtstraum / Пер. П. М. Карпа; изд. подг. Н. А. Жирмунская, П. М. Карп; отв. ред. В. Г. Адмони. — Л.: «Наука», 1978. — 160 с. — 50 000 экз.
- 228. Кэрролл Л. Приключения Алисы в Стране чудес. Сквозь зеркало и что там увидела Алиса, или Алиса в Зазеркалье = Alice's Adventures in Wonderland. Through the Looking-Glass, and What Alice Found There / Пер. Н. М. Демуровой; изд. подг. Н. М. Демурова; отв. ред. Б. И. Пуришев. — М.: «Наука», 1978. — 360 с. — 50 000 экз.
- 229. Легенда о докторе Фаусте / Изд. подг. В. М. Жирмунский (2-е изд., испр.). — 423 с., факс., 3 л. ил. Тираж 100 000 экз.
- 230. Новгородские былины / Изд. подг. Ю. И. Смирнов и В. Г. Смолицкий; отв. ред. Э. В. Померанцева. — 456 с., ил. Тираж 50 000 экз.
- 231. Овидий. Скорбные элегии. Письма с Понта / Изд. подг. М. Л. Гаспаров и С. А. Ошеров; отв. ред. Ф. А. Петровский. — 271 с. Тираж 50 000 экз.; 1979 г. — 30 000 экз.; 1982 г. — 25 000 экз.
- 232. Прево А.-Ф. История кавалера де Грие и Манон Леско = Histoire du chevalier des Grieux et de Manon Lescaut / Пер. М. А. Петровского под ред. М. В. Вахтеровой; изд. подг. М. В. Вахтерова, Е. А. Гунст; отв. ред. Е. А. Гунст. — 2-е изд.. — М.: «Наука», 1978. — 288 с. — 50 000 экз.
- 233. Пушкин А. С. Медный всадник / Изд. подг. Н. В. Измайлов. — 288 с., 1 л. портр. Тираж 50 000 экз.
- 234. Скандинавская баллада / Изд. подг. Г. В. Воронкова и др.; отв. ред. М. И. Стеблин-Каменский. — 271 с. Тираж 50 000 экз.
- 235. Страпарола да Караваджо Д. Приятные ночи / Издание подготовили А. С. Бобович, А. А. Касаткин, Н. Я. Рыкова. — 447 с., ил. Тираж 50 000 экз.
- 236. Толстой Л. Н. Детство. Отрочество. Юность / Изд. подг. Л. Д. Опульская; отв. ред. Д. Д. Благой. — М.: Наука, 1978. — 528 с. — 50 000 + 50 000 экз.
- 237. Фолкнер У. Собрание рассказов = Collected stories / Изд. подг. A. M. Зверев; Пер. под ред. A. M. Зверева и К. А. Фёдоровой; отв. ред. A. A. Елистратова (2-е изд.). — 631 с., 7 л. ил. Тираж 50 000 экз.
- 238. Честерфилд. Письма к сыну. Максимы. Характеры / Изд. подг. М. П. Алексеев, А. М. Шадрин (2-е изд.). — 327 с., 3 л. ил. Тираж 50 000 экз.
- 239. Швейцер А. Письма из Ламбарене / Изд. подг. Д. А. Ольдерогге, В. А. Петрицкий, А. М. Шадрин — 390 с., карт., 7 л. ил. Тираж 50 000 экз.
- 239a. Литературные памятники: Справочник / Составитель Д. В. Ознобишин. — 126 c.

### 1979
- 240. Анненский И. Ф. Книги отражений / Изд. подг. Н. Т. Ашимбаева, И. И. Подольская, А. В. Фёдоров. — М. — 679 с., факс., 5 л. ил. Тираж 50 000 экз.
- 241. де Вентадорн Б. Песни = Cansos / Пер. В. А. Дынник; изд. подг. В. А. Дынник; отв. ред. А. Д. Михайлов. — М.: «Наука», 1979. — 312 с. — 50 000 экз.
- 242. Исэ Моногатари / Перевод, статья и примечания Н. И. Конрада; Изд. подг. В. С. Санович. — М. — 287 с. Тираж 100 000 экз.
- 243. Кюхельбекер В. К. Путешествие. Дневник. Статьи / Изд. подг. Н. В. Королёва, В. Д. Рак. — 789 с., 1 л. портр. Тираж 25 000 экз.
- 244. Лэм Ч. Очерки Элии / Изд. подг. К. А. Афанасьев, А. С. Бобович, Н. Я. Дьяконова и др. — 264 с., 5 л. ил. Тираж 100 000 экз.
- 245. Монтень М. Опыты: В 3-х кн. Кн. 1 и 2. / Изд. подг. А. С. Бобович, Ф. А. Коган-Бернштейн, Н. Я. Рыкова и др. (3-е изд.). — 703 с. 3 л. ил., 1 л. портр. Тираж 200 000 экз.
- 246. Монтень М. Опыты: В 3-х кн. Кн. 3. / Изд. подг. А. С. Бобович, Ф. А. Коган-Бернштейн, Н. Я. Рыкова и др. (2-е изд.). — 535 с., 1 л. портр. Тираж 200 000 экз.
- 247. Переписка Ивана Грозного с Андреем Курбским / Текст подг. Я. С. Лурье, Ю. Д. Рыков; Отв. ред. Д. С. Лихачёв. — 431 с., факс., 7 л. ил. Тираж 75 000 экз.
- 248. Поэзия скальдов / Изд. подг. С. В. Петров, М. И. Стеблин-Каменский. — 183 с. Тираж 50 000 экз.
- 249. Сказки и повести Древнего Египта / Перевод и комментарии И. Г. Лившица; Отв. ред. Д. А. Ольдерогге. — 287 с. Тираж 200 000 экз.
- 250. Торо Г. Д. Уолден, или Жизнь в лесу = Walden or Life in the Woods / Пер. З. Е. Александровой; изд. подг. З. Е. Александрова, А. И. Старцев, А. А. Елистратова; отв. ред. А. А. Елистратова. — 2-е изд.. — М.: «Наука», 1979. — 456 с. — 100 000 экз.
- 250а. Фет А. А. Вечерние огни / Издание подготовили Д. Д. Благой, М. А. Соколова (2-е изд.). — 816 с., 3 л. ил. Тираж 100 000 экз.

### 1980
- 251. Артемий Араратский. Жизнь Артемия Араратского / Изд. подг. Григорьян К. Н., Орбели Р. Р.; Отв. ред. Акопян П. О. — 222 с, 5 л. ил. Тираж 50 000 экз.
- 252—253. Бенуа А. Н. Мои воспоминания: В 5 кн. / Изд. подг. Александрова Н. И., Гришунин А. Л., Савинов А. Н. и др.; Отв. ред. Лихачёв Д. С. — Т. 1. Кн. 1—3. — 711 с. 19 л. ил.; Т. 2. Кн. 4—5. — 743 с. 19 л. ил. Тираж 45 000 экз.
- 254. Веневитинов Д. В. Стихотворения. Проза / Изд. подг. Маймин Е. А., Чернышёв М. А. — 608 с., ил., 9 л. ил. Тираж 25 000 экз.
- 255. Григорьев А. А. Воспоминания / Изд. подг. Егоров Б. Ф.; Отв. ред. Рейсер С. А. — 439 с. 7 л. ил. Тираж 100 000 экз.
- 256. Кретьен де Труа. Эрек и Энида. Клижес = Erec et Enide. Cliges / Пер. Н. Я. Рыковой, В. Б. Микушевича; изд. подг. В. Б. Микушевич, А. Д. Михайлов, Н. Я. Рыкова; отв. ред. Е. А. Гунст. — М.: Наука, 1980. — 512 с. — 100 000 экз.
- 257. Пиндар. Вакхилид. Оды. Фрагменты = Ωιδαι = Carmina et fragmenta / Пер. М. Л. Гаспарова; изд. подг. М. Л. Гаспаров; отв. ред. Ф. А. Петровский. — М.: Наука, 1980. — 504 с. — 50 000 экз.
- 258. Северные цветы на 1832 год / Изд. подг. Л. Г. Фризман; отв. ред. А. Л. Гришунин. — М.: Наука, 1980. — 400 с. — 100 000 экз.
- 259. Снорри Стурлусон. Круг Земной / Изд. подг. Гуревич А. Я., Кузьменко Ю. К., Смирницкая О. А., Каменский М. И. — 687 с. л. карт. Тираж 25 000 экз.
- 260. Средневековые латинские новеллы XIII в. / Изд. подг. Полякова С. В.; Отв. ред. Доватур А. И. — 384 с. Тираж 100 000 экз.
- 261. Шиллер Ф. Валленштейн: Драматическая поэма = Wallenstein: Ein dramatisches Gedicht / Пер. Н. А. Славятинского; изд. подг. Н. А. Славятинский; отв. ред. Б. И. Пуришев. — М.: Наука, 1980. — 592 с. — 100 000 экз.

### 1981
- 262. Белый А. Петербург: Роман в восьми главах с прологом и эпилогом / Издание подготовил Л. К. Долгополов; Отв. ред. акад. Д. С. Лихачёв. — М.: Наука, 1981. — 696 с. 3 л. ил. Тираж 25 000 экз.
- 263. Бертран А. Гаспар из Тьмы: Фантазии в манере Рембрандта и Калло = Gaspard de la nuit: Fantaisies à la manière de Rembrandt et de Callot / Пер. Е. А. Гунста; изд. подг. Н. И. Балашов, Е. А. Гунст, Ю. Н. Стефанов; отв. ред. Н. И. Балашов. — М.: «Наука», 1981. — 352 с. — 100 000 экз.
- 264. Гёте И. В. Театральное призвание Вильгельма Мейстера. — 296 с. Тираж 100 000 экз.
- 265. Грасиан Бальтасар. Карманный оракул. Критикон / Изд. подг. Е. М. Лысенко, Л. Е. Пинский; Отв. ред. Г. В. Степанов. — 632 с. ил. Тираж 50 000 экз.
- 266. Джеймс Г. Женский портрет / Изд. подг. Полякова Л. Е., Шерешевская М. А. — 589 с. ил., 1 л. портр. Тираж 50 000 экз.
- 267. Хинес Перес де Ита. Повесть о Сегри и Абенсеррахах, мавританских рыцарях из Гранады / Изд. подг. Сипович А. Э., Сергиевский М. В., Балашов Н. И. — 287 с. Тираж 50 000 экз.
- 268. «Свисток». Собрание литературных, журнальных и других заметок: Сатир. прил. к журн. «Современник», 1859—1863 / Изд. подг. Жук А. А., Демченко А. А. — 591 с. ил. Тираж 50 000 экз.
- 269. Свифт Д. Дневник для Стеллы / Изд. подг. Ингер А. Г., Микушевич В. Б.; Отв. ред. Михальская Н. П. — 623 с. 9 л. портр. Тираж 100 000 экз.
- 269а. Фет А. А. Вечерние огни / Изд. подг. Д. Д. Благой, М. А. Соколова. — 2-е изд. — М.: Наука, 1981. — 816 с. Тираж 100 000 экз.
- 270. Фукидид. История / Изд. подг. Стратановский Г. А., Нейхардт А. А., Боровский Я. М. — 543 с. 2 л. ил. Тираж 100 000 экз.

### 1982
- 271. Баратынский Е. А. Стихотворения. Поэмы. — 720 с. Тираж 50 000 экз.
- 272. Древнеанглийская поэзия / Изд. подг. Смирницкая О. А., Тихомиров В. Г. — М.: Наука, 1982. — 320 с. 4 л. ил. Тираж 40 000 экз.
- 273. Менандр. Комедии. Фрагменты = Κωμωιδιαι. Αποσπασματα / Пер. С. К. Апта, А. В. Парина, Г. Ф. Церетели, О. В. Смыки; изд. подг. В. Н. Ярхо; отв. ред. М. Л. Гаспаров. — М.: «Наука», 1982. — 576 с. — 40 000 экз.
- 274—275. Письма Плиния Младшего: Кн. I—X / Изд. подг. Сергеенко М. Е., Доватур А. И. — 2-е изд., перераб. — 407 с. Тираж 40 000 экз.
- 276. Повесть о победах Московского государства / Изд. подг. Енин Г. П. — 160 с. 2 л. ил. Тираж 40 000 экз.
- 277. Артюр Рембо. Стихи; Последние стихотворения; Озарения; Одно лето в аду / Изд. подг. Балашов Н. И., Кудинов М. П., Поступальский И. С. — 495 с. 5 л. ил. Тираж 50 000 экз.
- 278. Сидни Ф. Астрофил и Стелла. Защита поэзии = Astrophel and Stella. An Apologie for Poetrie / Изд. подг. Л. И. Володарская; отв. ред. Б. И. Пуришев. — М.: «Наука», 1982. — 368 с. — 25 000 экз.
- 279. Сказание и повести о Куликовской битве / Изд. подг. Дмитриев Л. А., Лихачёва О. П. — 422 с. 8 л. ил. Тираж 30 000 экз.
- 280. Тёпфер Р. Женевские новеллы = Nouvelles genevoises / Пер. М. Н. Черневич, З. Е. Александровой; изд. подг. З. Е. Александрова, В. Д. Седельник, М. Н. Черневич; отв. ред. С. И. Великовский. — М.: «Наука», 1982. — 456 с. — 50 000 экз.

### 1983
- 281. Андерсен Х. К. Сказки, рассказанные детям. Новые сказки[англ.] / Пер. А. В. Ганзена, П. Г. Ганзена; изд. подг. Л. Ю. Брауде, И. П. Стеблова; отв. ред. И. П. Куприянова. — М.: Наука, 1983. — 368 с. — 100 000 экз.
- 282. Анненков П. В. Парижские письма. — 608 с. Тираж 40 000 экз.
- 283. Юсуф Баласагунский. Благодатное знание[англ.] / Пер. С. Н. Иванова; изд. подг. С. Н. Иванов; отв. ред. А. Н. Кононов. — М.: Наука, 1983. — 560 с. — 40 000 экз.
- 283а. Баратынский Е. А. Стихотворения. Поэмы / Издание подготовил Л. Г. Фризман. — М.: Наука, 1983. — 720 с. Тираж 50 000 экз.
- 284. Кудруна = Kudrun / Пер. Р. В. Френкель; изд. подг. Р. В. Френкель; отв. ред. Б. И. Пуришев, А. Д. Михайлов. — М.: Наука, 1983. — 400 с. — 100 000 + 50 000 экз.
- 285. Лев Африканский. Африка — третья часть света. — 512 с. Тираж 25 000 экз.
- 286. Макферсон Дж. Поэмы Оссиана / Изд. подг. Ю. Д. Левин. — 589 с. Тираж 30 000 экз.
- 287. Метьюрин Ч. Р. Мельмот Скиталец. — 2-е изд. — 703 с. Тираж 75 000 экз.
- 288. Сенека Л. А. Трагедии / Издание подготовили С. А. Ошеров, Е. Г. Рабинович. — М.: Наука, 1983. — 431 с. Тираж 100 000 экз.
- 289. Стефаник Василь. Новеллы. — 288 с. Тираж 50 000 экз.
- 290. Фламенка = Flamenca / Пер. А. Г. Наймана; изд. подг. А. Г. Найман; отв. ред. Г. В. Степанов. — М.: Наука, 1983. — 320 с. — 200 000 экз.
- 291. Эразм Роттердамский. Стихотворения; Иоанн Секунд. Поцелуи. — 318 с. Тираж 100 000 экз.

### 1984
- 292. Гальфрид Монмутский. История бриттов. Жизнь Мерлина. — 288 с. — 100 000 экз.
- 293—294. Гофман Э. Т. А. Эликсиры сатаны = Die Elixiere des Teufels / Пер. Н. А. Славятинского; изд. подг. Н. А. Жирмунская, А. Г. Левинтон, Н. А. Славятинский; отв. ред. Н. А. Жирмунская. — Л.: «Наука», 1984. — 288 с. — 100 000 экз.
- 295. Карамзин Н. М. Письма русского путешественника / Изд. подг. Ю. М. Лотман, Н. А. Марченко, Б. А. Успенский; отв. ред. Д. С. Лихачёв. — Л.: «Наука», 1984. — 720 с. — 100 000 экз.
- 296. Народные русские сказки А. Н. Афанасьева. В 3 тт. / Издание подготовили Л. Г. Бараг и Н. В. Новиков. — Т. 1. — 511 с. — 50 000 экз.
- 297. Новеллино = Il Novellino / Пер. И. А. Соколовой; изд. подг. М. Л. Андреев, И. А. Соколова; отв. ред. Р. И. Хлодовский. — Л.: «Наука», 1984. — 319 с. — 50 000 + 50 000 экз.
- 298. Повесть о Горе-Злочастии / Изд. подг. Д. С. Лихачёв, Е. И. Ванеева. — Л.: Наука, 1984. — 110 с. Тираж 100 000 экз.
- 299. Пушкин А. С. Капитанская дочка. — 2-е изд., доп. — 319 с. Тираж 50 000 экз.
- 300. Северная лира на 1827 год. — 415 с. Тираж 100 000 экз.
- 301. Фирдоуси. Шахнаме. В 6 тт. — Т.5. — 390 с. Тираж 100 000 экз.
- 301а. Литературные памятники. Справочник / Составитель Д. В. Ознобишин. — М., 138 с.

### 1985
- 302. Марк Аврелий Антонин. Размышления. — 245 с. Тираж 25 000 экз.
- 303. Аиссе. Письма к госпоже Каландрини = Letters de Mademoiselle Aïssé à Madame Calandrini / Пер. А. Л. Андрес, В. Е. Васильева (стихи); изд. подг. А. Л. Андрес, П. Р. Заборов; отв. ред. П. Р. Заборов. — Л.: Наука, 1985. — 224 с. — 100 000 экз.
- 304. Барбюс А. Огонь. — 503 с. Тираж 50 000 экз.
- 305. Бюргер Г. А., Распе Р. Э. Удивительные путешествия на суше и на море, военные походы и весёлые приключения Барона Фон Мюнхгаузена, о которых он обычно рассказывает за бутылкой в кругу своих друзей = Wunderbare Reisen zu Wasser und Lande, Feldzüge und lustige Abenteuer des Freyherrn von Münchhausen. Baron Munchausen's Narrative of his marvellous Travels and Campaigns in Russia / Пер. В. С. Вальдман под ред. А. Н. Макарова; изд. подг. А. Н. Макаров; отв. ред. Б. И. Пуришев. — М.: Наука, 1985. — 368 с. — 100 000 экз.
- 306. фон дер Фогельвейде В. Стихотворения = Gedichte / Пер. В. В. Левика, В. Б. Микушевича, О. Б. Румера, А. Голембы; изд. подг. В. В. Левик, В. Б. Микушевич, Б. И. Пуришев, Д. Л. Чавчанидзе; отв. ред. Б. И. Пуришев. — М.: Наука, 1985. — 382 с. — 50 000 экз.
- 307. Народные русские сказки А. Н. Афанасьева В 3 тт. — Т. 2. — 463 с. Тираж 50 000 экз.
- 308. Народные русские сказки А. Н. Афанасьева В 3 тт. — Т. 3. — 495 с. Тираж 50 000 экз.
- 309. Песни о Гильоме Оранжском. — 575 с. Тираж 50 000 экз.
- 310. Похищение быка из Куальнге / Пер. Т. А. Михайловой, С. В. Шкунаева; изд. подг. Т. А. Михайлова, С. В. Шкунаев; отв. ред. Н. Я. Рыкова. — М.: Наука, 1985. — 496 с. — 100 000 экз.
- 311. Флавий Филострат. Жизнь Аполлония Тианского / Пер., ст. и комм. Е. Г. Рабинович. Отв. ред. М. Л. Гаспаров. — М.: Наука, 1985. — 328 с. Тираж 50 000 экз.

### 1986
- 312. Византийский сатирический диалог / Пер. С. В. Поляковой, И. В. Феленковской; изд. подг. С. В. Полякова, И. В. Феленковская; отв. ред. Я. Н. Любарский. — Л.: Наука, 1986. — 192 с. — 100 000 экз.
- 313. Гончаров И. А. «Фрегат „Паллада“»: Очерки путешествия в двух томах / Изд. подг. Т. И. Орнатская; отв. ред. Д. В. Ознобишин. — Л.: Наука, 1986. — 880 с. — 50 000 экз.
- 314. Державин Г. Р. Анакреонтические песни. — 471 с. Тираж 25 000 экз.
- 315. Дружинин А. В. Повести. Дневник / Изд. подг. Б. Ф. Егоров, В. А. Жданов. — 511 с. Тираж 30 000 экз.
- 316. Катулл Г. В. Книга стихотворений = Catulli veronensis liber / Пер. С. В. Шервинского; Изд. подг. С. В. Шервинский, М. Л. Гаспаров; отв. ред. М. Л. Гаспаров. — М.: Наука, 1986. — 304 с. — 50 000 экз.
- 317. Китс, Джон. Стихотворения. — 391 с. Тираж 25 000 экз.
- 318. Хожение за три моря Афанасия Никитина. 1466—1472 гг. — 3-е изд., перер. — 213 с. Тираж 150 000 экз.
- 319. Прекрасная Магелона. Фортунат. Тиль Уленшпигель / Изд. подг. Б. И. Пуришев, Н. А. Москалева, Р. В. Френкель. — 311 с. Тираж 50 000 экз.
- 320. Пушкин А. С. Письма к жене. — 260 с. Тираж 100 000 экз.
- 321. Сент-Бев Ш. Жизнь, стихотворения и мысли Жозефа Делорма. — 406 с. Тираж 25 000 экз.
- 322. Суворов А. В. Письма. — 808 с. Тираж 100 000 экз.
- 323. Чехов А. П. В сумерках: Очерки и рассказы / Изд. подг. Г. П. Бердников, А. Л. Гришунин; отв. ред. Г. П. Бердников. — М.: «Наука», 1986. — 576 с. — 100 000 экз.

### 1987
- 324. Гончаров И. А. Обломов. — 696 с. Тираж 75 000 экз.
- 325. Грибоедов А. С. Горе от ума. — 2-е изд., дополненное. — 479 с. Тираж 50 000 экз.
- 326. Григорий Турский. История франков. — 462 с. Тираж 50 000 экз.
- 327. Делиль Ж. Сады. — 231 с. Тираж 100 000 экз.
- 328. Добужинский М. В. Воспоминания / Изд. подг. Г. И. Чугунов; отв. ред. Г. Ю. Стернин. — М.: «Наука», 1987. — 478 с. — 50 000 экз.
- 329. Лунин М. С. Письма из Сибири / Изд. подгот. И. А. Желвакова, Н. Я. Эйдельман. — М.: Наука, 1987. — 496 с. Тираж 100 000 экз.
- 330. Некрасов Н. А. Стихотворения. — 526 с. Тираж 100 000 экз.
- 331. Тик Л. Странствия Франца Штернбальда = Franz Sternbalds Wanderungen / Пер. С. С. Белокриницкой; изд. подг. С. С. Белокриницкая, В. Б. Микушевич, А. В. Михайлов; отв. ред. Б. И. Пуришев. — М.: «Наука», 1987. — 360 с. — 100 000 экз.

### 1988
- 332. Аксаков И. С. Письма к родным. 1844—1849. — 704 с. Тираж 25 000 экз.
- 333. Вовенарг Люк де Клапье де. Введение в познание человеческого разума. Фрагменты. Критические замечания. Размышления и максимы / Изд. подг. Н. А. Жирмунская, Ю. Б. Корнеев, Э. Л. Линецкая. — Л.: Наука. — 439 с. Тираж 100 000 экз.
- 334. Волошин М. Лики творчества. — 848 с. Тираж 50 000 экз.
- 335. ван ден Вондел Й. Трагедии = Tteurspelen / Пер. Е. В. Витковского; изд. подг. Е. В. Витковский, В. В. Ошис, Ю. А. Шичалин; отв. ред. Н. И. Балашов. — М.: Наука, 1988. — 574 с. — 50 000 экз. — ISBN 5—02—012705—1.
- 336. Гельдерлин Ф. Гиперион. Стихи. Письма; Гонтар С. Письма Диотимы / Изд. подгот. Н. Т. Беляева; Отв. ред. Н. С. Павлова. — 718 с. Тираж 25 000 экз.
- 337. Гёте И. В. Западно-восточный диван. — 895 с. Тираж 50 000 экз.
- 338. Григорьев А. А. Воспоминания. — 2-е изд. — 439 с. Тираж 50 000 экз.
- 339. Лабе Л. Сочинения = Oeuvres / Пер. М. З. Гордона, Н. Д. Шаховской-Шик, Э. М. Шапиро, Ю. Н. Верховского, Ю. М. Денисова, М. Л. Гаспарова, А. В. Парина; изд. подг. И. Ю. Подгаецкая; отв. ред. Н. И. Балашов. — М.: Наука, 1988. — 348 с. — 50 000 экз. — ISBN 5—02—012711—6.
- 340. Пикок Т. Л. Аббатство кошмаров. Усадьба Грилла / Издание подготовили: Е. Ю. Гениева, А. Я. Ливергант, Е. А. Суриц. — М.: Наука, 1988. — 423 с. Тираж 50 000 экз.
- 341. Сага о Сверрире. — 279 с. Тираж 30 000 экз.
- 342. Салтыков-Щедрин М. Е. Сказки / Изд. подг. В. Н. Баскаков, А. С. Бушмин; отв. ред. С. А. Макашин. — Л.: Наука: Ленинградское отделение, 1988. — 280 с. Тираж 100 000 экз.
- 343. Сармьенто Д. Ф. Цивилизация и варварство. Жизнеописание Хуана Факундо Кироги, а также физический облик, обычаи и нравы Аргентинской республики. — М.: Наука, 1988. — 272 с. Тираж 40 000 экз.

### 1989
- 344. Блок А. А. Изборник. — 288 с. Тираж 50 000 экз.
- 345. Волошин М. А. Лики творчества. — 2-е изд. — 848 с. Тираж 50 000 экз.
- 346. Европеец. Журнал И. В. Киреевского. 1832. — 536 с. Тираж 15 000 экз.
- 347—348. Кальдерон де ла Барка Педро. Драмы. — В 2 кн. — 861+751 с. Тираж 25 000 экз.
- 349. Рассказы бабушки: Из воспоминаний пяти поколений, записанные и собранные её внуком Д. Благово / Изд. подг. Т. И. Орнатская; отв. ред. А. Л. Гришунин. — Л.: «Наука», 1989. — 472 с. — 100 000 экз. — ISBN 5-02-027938-2.
- 350. Ригведа. Мандалы I—IV. — 767 с. Тираж 40 000 экз.
- 351. Смирнова-Россет А. О. Дневник. Воспоминания. — 789 с. Тираж 40 000 экз.
- 352. Сухово-Кобылин А. В. Картины прошедшего[англ.]. — 359 с. Тираж 50 000 экз.
- 353. Фирдоуси. Шахнаме. — В 6 тт. — Т. 6. — 655 с. Тираж 30 000 экз.
- 354. Швейцер А. Письма из Ламбарене. — 2-е изд., доп. — 473 с. Тираж 50 000 экз.
- 355. Эсхил. Трагедии = Τραγωιδιαι / Пер. Вяч. И. Иванова; изд. подг. Н. И. Балашов, Дим. Вяч. Иванов, М. Л. Гаспаров, Г. Ч. Гусейнов, Н. В. Котрелёв, В. Н. Ярхо; отв. ред. Н. И. Балашов. — М.: «Наука», 1989. — 590 с. — 30 000 экз. — ISBN 5-02-012688-8.

### 1990
- 356—357. Бенуа А. Н. Мои воспоминания. — В 2 тт. — 2-е изд, доп. — 711+743 с. Тираж 50 000 экз.
- 358. Бонавентура. Ночные бдения = Nachtwachen / Пер. В. Б. Микушевича; изд. подг. А. В. Гулыга, В. Б. Микушевич, А. В. Михайлов; отв. ред. А. В. Гулыга. — М.: «Наука», 1990. — 256 с. — 50 000 экз. — ISBN 5-02-012726-4.
- 359. Гомер. Илиада = Ιλιας / Пер. Н. И. Гнедича; изд. подг. А. И. Зайцев; отв. ред. Я. М. Боровский. — Л.: «Наука», 1990. — 572 с. — 50 000 экз. — ISBN 5-02-027982-X.
- 360. Кафка Ф. Замок / Изд. подг. А. В. Гулыга, Р. Я. Райт-Ковалева. — М.: Наука, 1990. — 222 с. Тираж 25 000 экз.
- 361. Мандельштам О. Э. Камень. — 398 с. Тираж 150 000 экз.
- 362. Плутарх. Застольные беседы / Пер. с древнегреч. Я. М. Боровского; изд. подг. Я. М. Боровский, М. Н. Ботвинник, Н. В. Брагинская, М. Л. Гаспаров, И. И. Ковалёва, О. Л. Левинская; отв. ред. Я. М. Боровский, М. Л. Гаспаров. — Л.: Наука, 1990. — 592 с. Тираж 100 000 экз.
- 363. Софокл. Драмы = Τραγωιδιαι = Tragoediae / Пер. Ф. Ф. Зелинского; изд. подг. М. Л. Гаспаров, В. Н. Ярхо; отв. ред. М. Л. Гаспаров. — М.: «Наука», 1990. — 608 с. — 50 000 экз. — ISBN 5-02-012672-1.
- 364. де ла Мотт Фуке Ф. Ундина = Undine / Пер. Н. А. Жирмунская, В. А. Дымшиц (стихи); изд. подг. С. Р. Брахман, Н. А. Жирмунская, Е. В. Ланда, С. В. Тураев, Д. Л. Чавчанидзе; отв. ред. С. В. Тураев. — М.: «Наука», 1990. — 557 с. — 30 000 экз. — ISBN 5-02-012741-8.

### 1991
- 365. Джусти Джузеппе. Шутки. — 352 с. Тираж 25 000 экз.
- 366. Мериме П. Письма к незнакомке = Lettres à une inconnue / Пер. Н. Н. Кудрявцевой; изд. подг. Н. Н. Кудрявцева, А. Д. Михайлов; отв. ред. А. Д. Михайлов. — М.: «Наука», 1991. — 415 с. — 140 000 экз. — ISBN 5-02-012725-6.
- 367. Руис Х. Книга благой любви. — 415 с. Тираж 50 000 экз.
- 368. Стаций Публий Папиний. Фиваида / Изд. подг. С. В. Шервинский, Ю. А. Шичалин, Е. Ф. Шичалина. — 352 с. Тираж 10 000 экз.
- 369. Тургенев И. С. Записки охотника. — 678 с. Тираж 20 000 экз.
- 370. Физиология Петербурга. — 283 с. Тираж 25 000 экз.

### 1992
- 371. Махабхарата: Адипарва. — Кн. 1. — 2-е изд., репр. 1950. — 736 стр. Тираж 1000 экз.
- 372. Махабхарата. — Кн. 2. — Сабхапарва, или Книга о собрании. — 2-е изд., репр. 1962. — 253 стр. Тираж 1000 экз.
- 373. Петрарка Франческо. Африка. — 368 с. Тираж 10 000 экз.
- 374. Продолжатель Феофана. Жизнеописания византийских царей. — 348 с. Тираж 12 000 экз.
- 375. Радищев А. Н. Путешествие из Петербурга в Москву. Вольность. — 671 с. Тираж 20 000 экз.
- 376. Путешествие стольника П. А. Толстого по Европе. 1697—1699. — М.: Наука, 1992. — 382 с. Тираж 10 000 экз.
- 376а. Махабхарата: Книга седьмая. Дронапарва, или книга о Дроне. — М.: Ладомир; Наука, 1992. — 648 с. Тираж 5118 экз. (сделана под ЛП, но не памятник. Нет 2-й страницы со словами Литературные Памятники; тем не менее, была включена в официальный каталог серии, вышедший в 2012 году, под номером 373)

### 1993
- 377. Марк Аврелий Антонин. Размышления. — 2-е изд., испр. и доп. — 247 с. Тираж 30 000 экз.
- 378. Авсоний. Стихотворения. — 356 с. Тираж 10 000 экз.
- 379. Аполлодор. Мифологическая библиотека. — 2-е изд, репр. 1972. — 214 с. Тираж 15 000 экз.
- 380. Апулей. Апология. Метаморфозы. Флориды. — 3-е изд., репр. 1956. — 435 с. Тираж 30 000 экз.
- 381. Ариосто Л. Неистовый Роланд. Песни I—XXV. — 574 с. Тираж 20 000 экз.
- 382. Ариосто Л. Неистовый Роланд. Песни XXVI-XLVI. — 544 с. Тираж 20 000 экз.
- 383. Артхашастра, или Наука политики. — 2-е изд., репр. 1959. — 793 с. Тираж 5000 экз.
- 384. Басни Эзопа. — 2-е изд, репр. 1968. — 320 с. Тираж 1000 экз.
- 385—386. Бенуа А. Н. Мои воспоминания. — В 2 тт. — 3-е изд., репр. 1990. — 711+743 с.
- 387. Борель П. Шампавер. — 2-е изд, репр. 1971. — 207 с. Тираж 20 000 экз.
- 388. Гофман Э. Т. А. Эликсиры сатаны. — 2-е изд., репр. 1984. — 287 с. Тираж 10050 экз.
- 389. Греческая эпиграмма. — 448 с. Тираж 17 000 экз.
- 390. Дефо Д. Счастливая куртизанка, или Роксана. — 2-е изд., репр. 1974. — 303 с. Тираж 20 000 экз.
- 391. Достоевская А. Г. Дневники 1867 года. — 454 с. Тираж 30 000 экз.
- 392. Жизнеописания трубадуров / Изд. подг. М. Б. Мейлах. — 736 с. Тираж 15 000 экз.
- 393. Вега Карпио Лопе Феликс де. Доротея. — 279 с. Тираж 13 000 экз.
- 394. Ксенофонт. Киропедия. — 2-е изд., репр. 1977. — 2-го завода тиража изд. 1976. — 333 с. Тираж 1000 экз.
- 395. Ларошфуко Ф. де. Мемуары. Максимы. — 2-е изд., репр. 1971. — 280 с. Тираж 30 000 экз.
- 396. Лукан Марк Анней. Фарсалия, или Поэма о гражданской войне. — 2-е изд., репр. 1951. — 349 с. Тираж 1000 экз.
- 397. Махабхарата. Кн. 4. Виратапарва, или Книга о Вирате. — 2-е изд., репр. 1967. — 211 с. Тираж 5000 экз.
- 398. Мэлори Т. Смерть Артура. — 2-е изд., репр. 1974. — 899 с. Тираж 5000 экз.
- 399. Навои А. Язык птиц. — 383 с. Тираж 3000 экз.
- 400. Переписка Ивана Грозного с Андреем Курбским. — 2-е изд., репр. 1981. — допечатки изд. 1979. — 431 с. Тираж 20 000 экз.
- 401. Пополь-Вух. Родословная владык Тотоникапана / Перевод с языка Киче. Изд. подг. Р. В. Кинжалов. — 2-е изд., репр. 1959. — М.: Ладомир; Наука, 1993. — 252 с. Тираж 1000 экз.
- 402. Светоний Г. Т. Жизнь двенадцати цезарей. — 3-е изд. — 368 с. Тираж 25 000 экз.
- 403. Сенека Л. А. Нравственные письма к Луцилию. — 2-е изд., репр. 1977. — 383 с. Тираж 1000 экз.
- 404. Страпарола да Караваджо Д. Приятные ночи. — 2-е изд., репр. 1978. — 447 с. Тираж 20 000 экз.
- 405. Тацит Корнелий. Сочинения. — 2-е изд., испр. и перераб. — 735 с. Тираж 15 000 экз.
- 406—407. Тацит Корнелий. Сочинения в 2 тт. — 3-е изд., репр. 1969. — 444+376 с. Тираж 15 000 экз.
- 408. Феофраст. Характеры. — 2-е изд., репр. 1974. — 123 с.
- 409. Фирдоуси. Шахнаме. В 6 тт. — Т.1. — 2-е изд., испр. — 675 с. Тираж 3000 экз.
- 410. Фукидид. История. — 2-е изд., репр. 1981. — 543 с. Тираж 1000 экз.
- 411. Записки Юлия Цезаря и его продолжателей о Галльской войне, о гражданской войне, об Александрийской войне, об Африканской войне. — 3-е изд., репр. 1948. — 559 с. Тираж 1000 экз.
- 412. Цельтис К. Стихотворения. — 408 с.
- 413. Цицерон Марк Туллий. О старости. О дружбе. Об обязанностях. — 2-е изд., репр. 1974. — 247 с. Тираж 25 000 экз.
- 414—415. Цицерон Марк Туллий. Речи. — В 2 тт. — 2-е изд., репр. 1962. — 443+400 с. Тираж 35 000  экз.
- 416. Шамфор. Максимы и мысли. Характеры и анекдоты. — 2-е изд., репр. 1966. — 291 с. Тираж 1000 экз.

### 1994
- 417. Иван Аксаков. Письма к родным. 1849—1856. — 653 с. Тираж 3000 экз.
- 418. Дигенис Акрит. — 2-е изд., репр. 1960. — 218 с. Тираж 3000 экз.
- 419. Домострой. — 400 с. Тираж 10 000 экз.
- 420. Георг Лихтенберг. Афоризмы. — 3-е изд., репр. 1965. — 344 с. Тираж 3000 экз.
- 421. О возвышенном. — 2-е изд., репр. 1966. — 149 с. Тираж 3000 экз.
- 422—423. Плутарх. Сравнительные жизнеописания. — В 2 тт. — 2-е изд., испр. и доп. — 702+672 с. Тираж 10 000 экз.
- 424. Снорри Стурлусон. Младшая Эдда. — 2-е изд., репр. 1970. — 264 с. Тираж 3000 экз.
- 425. Фирдоуси. Шахнаме. В 6 тт. — Т.2. — 2-е изд., испр. — 643 с. Тираж 3000 экз.
- 426. Фирдоуси. Шахнаме. В 6 тт. — Т.3. — 2-е изд., испр. — 592 с. Тираж 3000 экз.
- 427. Фирдоуси. Шахнаме. В 6 тт. — Т.4. — 2-е изд., испр. — 458 с. Тираж 3000 экз.
- 428. Цицерон. Диалоги. — 2-е изд., репр. 1966. — 223 с. Тираж 5000 экз.

### 1995
- 429. Ханс Кристиан Андерсен. Сказки. Истории. Новые сказки и истории. — 734 с. Тираж 3000 экз.
- 430. Александр Бестужев-Марлинский. Кавказские повести. — 703 с. Тираж 3000 экз.
- 431. Византийская любовная проза: Аристенет. Любовные письма. Евмафий Макремволит. Повесть об Исминии и Исмине. — 2-е изд. — 309 с. Тираж 2000 экз.
- 432. Николай Гоголь. Петербургские повести. — 296 с. Тираж 1800 экз.
- 433. Уильям Йейтс. Избранные стихотворения лирические и повествовательные. — 406 с. Тираж 3000 экз.
- 434. Александр Пушкин. Дневники. Записки. — 336 с. Тираж 5000 экз.
- 435. Ригведа. Мандалы V—VIII. — 743 с. Тираж 2500 экз.
- 436. Луи Антуан Сен-Жюст. Речи. Трактаты. 472 с. Тираж 10 000 экз.
- 436a. Джеймс Смит и Горацио Смит[англ.] Отвергнутые послания[англ.]. — 360 с. Тираж 3000 экз.
- 437. Снорри Стурлусон. Круг Земной. — 2-е изд., репр. 1980. — 687 с. Тираж 3000 экз.
- 438. Федр, Бабрий. Басни. — 2-е изд., репр. 1962. — 263 с. Тираж 2000 экз.
- 439. Антон Чехов. Степь. — 288 с. Тираж 2350 экз.
- 440. Андре Шенье. Сочинения. 1819. — 608 с. Тираж 2500 экз.
- 441. Клавдий Элиан. Пёстрые рассказы. — 2-е изд., репр. 1963. — 192 с. Тираж 2000 экз.

### 1996
- 442. Жюль Жанен. Мёртвый осёл и гильотинированная женщина. — М.: Ладомир; Наука, 1998. — 359 с. Тираж 2000 экз.
- 443. Владимир Одоевский. Пёстрые сказки / Издание подготовила М. А. Турьян. — СПб.: Наука, 1996. — 204 с. Тираж 4000 экз.
- 444. Повесть временных лет. — 2-е изд., испр. и доп. М. Б. Свердловым. — 668 с. Тираж 3000 экз. Дополнительный тираж 2000 экз. в 1999 г.
- 445. Физиолог. — 168 с. Тираж 1000 экз.
- 446. Генри Филдинг. Амелия. — 535 с. Тираж 4000 экз.

### 1997
- 447. Бана. Кадамбари[англ.]. — М.: Ладомир; Наука, 1997. — 664 с. Тираж 3000 экз.
- 448. Андрей Белый. Собрание стихотворений. 1914. — 456 с. Тираж 1000 экз.
- 449. Даниэль Дефо. Дневник чумного года. — 475 с. Тираж 2000 экз.
- 450. Иван Долгоруков. Капище моего сердца, или Словарь всех тех лиц, с коими я был в разных отношениях в течение моей жизни / Изд. подг., послеслов. В. И. Коровина. — 392 с. Тираж 1700 экз.
- 451. Екатерина II и Григорий Потёмкин. Личная переписка 1769—1791 / Изд. подг. В. С. Лопатин. — М.: Наука, 1997. — 990 с. Тираж 3000 экз.
- 452. Рамон Льюль. Книга о Любящем и Возлюбленном. Книга о рыцарском ордене. Книга о животных. Песнь Рамона. — 283 с. Тираж 1500 экз.
- 453—454. Причитанья Северного края, собранные Е. В. Барсовым. — В 2 тт. — 500+655 с. Тираж 1000 экз.
- 455. Стихотворения Александра Пушкина. — 639 с. Тираж 1500 экз.
- 456. Кардинал де Рец. Мемуары / Пер. с франц. Ю. Яхниной. — М.: Ладомир; Наука, 1997. — 832 с. ISBN 5-86218-235-7. — Тираж 3000 экз.
- 457. Эдмон Ростан. Сирано де Бержерак. — 391 с. Тираж 3000 экз.

### 1998
- 458. Литературные памятники. Аннотированный каталог. — 378 с. Основной тираж 2320 экз.
- 459. Катон Марк Порций. Земледелие. — 2-е изд., репр. с 1950. — М.: Ладомир; Наука, 1998. — 220 с. Тираж 1000 экз.
- 460. Томас Мор. Утопия; Эпиграммы; История Ричарда III / Изд. подг. М. Л. Гаспаров и др.; Отв. ред. И. Н. Осиновский. — 2-е изд., испр. и доп. — М.: Ладомир; Наука, 1998. — 463 с., портр. Тираж 1500 экз.
- 461. Урания на 1826 год / Вступительная статья Т. М. Гольц. Составление А. Л. Гришунина. Примечания Г. М. Гольц и А. Л. Гришунина. — М.: Наука, 1998. — 352 с. Тираж 1000 экз.

### 1999
- 462. Феокрит, Мосх, Бион. Идиллии и эпиграммы / Пер. и коммент. М. Е. Грабарь-Пассек. — Репринт 1958. — 326 с. Тираж 1000 экз.
- 463. Видьяпати. Испытание человека (Пуруша-Парикша) / Подготовил С. Д. Серебряный. — М.: Наука, 1999. — 256 с. Тираж 1100 экз.
- 464. Иоганн Вольфганг Гёте. Страдания юного Вертера / Изд. подг. Г. В. Стадников. Отв. редактор Р. Ю. Данилевский. — СПб.: Наука, 1999. — 252 c. Тираж 2000 экз. Дополнительный тираж (2002) 1000 экз.
- 465. Аполлон Григорьев. Письма / Изд. подг. Р. Виттакер, Б. Ф. Егоров. — М.: Наука, 1999. — 476 с. Тираж 1150 экз.
- 466. Древнерусские патерики: Киево-Печерский патерик. Волоколамский патерик. — Тираж 2500 экз.
- 467. Еврипид. Трагедии. — В 2 томах. Т. 1. — М.: Ладомир; Наука, 1999. — 644 с.

Настоящее издание впервые даёт полного Еврипида в подлинном переводе И. Анненского (при этом снята правка Ф. Ф. Зелинского прежних изданий). Тираж 2000 экз.
- 468. Еврипид. Трагедии. — В 2 томах. Т. 2. — М.: Ладомир; Наука, 1999. — 704 с. Тираж 1000 экз.
- 469. Повесть временных лет / Подг. текста, перевод, статьи и комм. Д. С. Лихачёва; под ред. В. П. Адриановой-Перетц. — 3-е изд., испр. и доп. — 668 c. Тираж 3000 экз.
- 470. Ригведа. Мандалы I—IV. — 2-е изд., испр. — Тираж 2500 экз.
- 471. Ригведа. Мандалы V—VIII. — 2-е изд., испр. — Тираж 2500 экз.
- 472. Ригведа. Мандалы IX—X. — Тираж 2500 экз.
- 473. Абу Тахер Турсуси[англ.]. Дараб-Наме или Книга о Дарабе[англ.] / Изд. подг. Кондырева Н. Б. — М.: Ладомир; Наука, 1999. — 532 c. — Тираж 1000 экз.
- 474. Александр Энгельгардт. Из деревни. 12 писем 1872—1887. — М.: Наука, 1999. — Тираж 2000 экз.

### 2000
- 475. Шервуд Андерсен. В ногу! — 464 с. Тираж 1500 экз.
- 476. Аристофан. Комедии и фрагменты. — М.: Ладомир; Наука, 2000. — 1034 с. Тираж 2500 экз.
- 477. Гомер. Одиссея. — М.: Наука, 2000. — 482 с. Тираж 5000 экз.
- 478. Генри Джеймс. Послы[англ.]. — М.: Ладомир; Наука, 2000. — 374 с. Тираж 3000 экз.
- 479. Домострой / Изд. подг. В. В. Колесов, В. В. Рождественская; Отв. ред. В. Л. Дмитриев. — 2-е изд. — СПб.: Наука, 2000. — 400 стр. Тираж 1500 экз.
- 480. Томас де Квинси. Исповедь англичанина, любителя опиума / Изд. подг. Н. Я. Дьяконова, С. Л. Сухарев, Г. В. Яковлева. — М.: Наука, 2000. — 424 с. Тираж 1000 экз.
- 481. Юлия Крюденер. Валери, или письма Густава де Линара Эрнесту де Г. — М.: Наука, 2000. — 429 с. Тираж 1900 экз.
- 482. Дмитрий Мережковский. Л. Толстой и Достоевский / Изд. подг. Е. А. Андрущенко. — М.: Наука, 2000. — 588 с. Тираж 1650 экз.
- 483. Анна Радклиф. Итальянец, или Исповедальня Кающихся Облачённых в Чёрное. — М.: Ладомир; Наука, 2000. — 528 с.
- 484. Вальтер Скотт. Мармион. Повесть о битве при Флоддене в шести песнях. — СПб.: Наука, 2000. — 358 с. Тираж 2000 экз.
- 485. Валафрид Страбон. Садик; Вандальберт Прюмский О названиях, знаках Зодиака, культурах и климатических свойствах двенадцати месяцев; Марбод Реннский. Лапидарий / Изд. подг. Ю. Ф. Шульц. — М.: Наука, 2000. — 176 с. Тираж 2550 экз.

### 2001
- 486. Аполлоний Родосский. Аргонавтика. — М.: Наука, 2001. — 238 с. Тираж 2500 экз.
- 487. Самюэль Беккет. Никчёмные тексты[англ.]. — СПб.: Наука, 2001. Тираж 3000 экз. (в 2003 году была допечатка тиража)
- 488. Агриппа д’Обинье. Приключения барона де Фенеста. Жизнь, рассказанная его детям. — М.: Наука, 2001. — 455 с. 8 вкл. илл., Тираж 3000 экз.
- 489. Дмитрий Ознобишин. Стихотворения. Проза. — В 2-х книгах. — Кн. 1. — 567 с. Тираж 1550 экз.
- 490. Дмитрий Ознобишин. Стихотворения. Проза. — В 2-х книгах. — Кн. 2. — 632 с. Тираж 1550 экз.
- 491. Джеффри Чосер. Троил и Крессида, Роберт Хенрисон. Завещание Крессиды, Уильям Шекспир. Троил и Крессида. — М.: Наука, 2001. — 747 с. Тираж 1340 экз.
- 491а. Иоганн Вольфганг Гёте. Страдания юного Вертера. — СПб.: Наука, 2001. — 253 с. Тираж 1000 экз.

### 2002
- 492. Георг Гейм. Вечный день. Umbra vitae. Небесная трагедия. — СПб.: Наука, 2002. — 527 с. Тираж 1040 экз.
- 493. Записки Александра Ивановича Кошелёва (1812—1883 годы). — 480 с. Тираж 1750 экз.
- 494. Иван Муравьёв-Апостол. Письма из Москвы в Нижний Новгород. — СПб.: Наука, 2002. — 270 с. Тираж 3000 экз.
- 495. Снорри Стурлусон. Круг земной. — 3-е изд, репр. 1980. — М.: Ладомир; Наука, 2002. — 685 с. Тираж 2000 экз
- 496. Людвиг Тик. Виттория Аккоромбона / Изд. подг. Е. В. Соколова, С. В. Тураев, И. В. Карташова,Т. Н. Потницева, отв. ред. И. В. Карташова, С. В. Тураев. — М.: Наука, 2002. — 436 с. Тираж 1440 экз.
- 497. Мигель де Унамуно. Житие Дон Кихота и Санчо по Мигелю де Сервантесу Сааведре, объяснённое и комментированное Мигелем де Унамуно / Изд. подг. К. С. Корконосенко, Отв. редактор В. Е. Багно. — СПб.: Наука, 2002. — ??? с. Тираж 3000 экз.
- 498. Физиолог / Издание подготовила Е. И. Ванеева. Отв. редактор Л. А. Дмитриев. — СПб.: Наука, 2002. — 168 с. (Доп. тираж 1000 экз. из 1996, последняя вышедшая в серии книга в мягкой обложке)
- 499. Илья Эренбург. Портреты русских поэтов / Издание подготовил А. И. Рубашкин. — СПб.: Наука, 2002. — 352 с. Тираж 2000 экз.

### 2003
- 500. Афиней. Пир мудрецов. В 15 книгах. Книги 1—8 / Перевод Н. Т. Голинкевич. Изд. подг. Н. Т. Голинкевич, М. Г. Витковская, А. А. Григорьева, О. Л. Левинская, Б. М. Никольский, отв. редактор М. Л. Гаспаров. — М.: Наука, 2003. — 655 с. Тираж 1310 экз.
- 501. Ульрих Брекер[англ.]. История жизни бедного человека из Токкенбурга[нем.]. — СПб.: Наука, 2003. — 528 с. Тираж 2000 экз.
- 502. Рамон Льюль. Книга о Любящем и Возлюбленном, Книга о рыцарском ордене, Книга о животных, Песнь Рамона. — 2-е изд. — СПб.: Наука, 2003. — 282 с.
- 502a. Махабхарата. Кн. 14. Ашвамедхикапарва, или Книга о жертвоприношении коня / Изд. подг. Я. В. Васильков, С. Л. Невелева. — 330 с. Тираж 2000 экз.
- 503. Новалис. Генрих фон Офтердинген. — М.: Ладомир; Наука, 2003. — 280 с. Тираж 2500 экз.
- 504. Мигель де Сервантес Сааведра. Хитроумный идальго Дон Кихот Ламанчский. С прибавлением Лжедонкихота Авельянеды: В 2 томах. Т. 1. — М.: Наука, 2003. — 719 с. Тираж 2000 экз.
- 505. Мигель де Сервантес Сааведра. Хитроумный идальго Дон Кихот Ламанчский. С прибавлением Лжедонкихота Авельянеды: В 2 томах. Т. 2. — М.: Наука, 2003. — 790 с. Тираж 2000 экз.
- 506. Сэр Гавейн и Зелёный Рыцарь / Пер. с англ. В. П. Бетаки. — М.: Наука, 2003. — 250 с. — Тираж 2000 экз.
- 507. Фольклор Тверской губернии. — СПб.: Наука, 2003. — 648 с. Тираж 1800 экз.

### 2004
- 508. Андрей Белый. Петербург. — репр. 1981. — СПб.: Наука, 2004. — 705 с. Тираж 2000 экз.
- 509. Византийские легенды / Изд. подг. С. В. Полякова. — репр. 1972. — 302 с. Тираж 2000 экз.
- 510. Альфред де Виньи. Дневник поэта. Письма последней любви. — 644 с. Тираж 2000 экз.
- 511. Временник Ивана Тимофеева. — репр. 1951. — 508 с. Тираж 2000 экз.
- 512. Иван Долгоруков. Повесть о рождении моём, происхождении и всей жизни: В 2 т. Т. 1 / Изд. подг. Н. В. Кузнецова, М. О. Мельцин; отв. ред. В. П. Степанов. — СПб.: Наука, 2004. — 816 с. Тираж 2000 экз.
- 513. Песнь о Нибелунгах. — репр. 1972. — 344 с. Тираж 2000 экз.
- 514. Симеон Полоцкий. Избранные сочинения / Подготовка текста, статья и комментарии И. П. Ерёмина. — репр. 1953. — СПб.: Наука, 2004. — 282 с. Тираж 2000 экз.
- 515. Посошков И. Т. Книга о скудности и богатстве / Редакция и комментарии доктора истор. наук, проф. Каренгауза. — репр. 1951. — СПб.: Наука, 2004. — 410 с. Тираж 2000 экз.
- 516. Поэзия скальдов / Изд. подг. С. В. Петров, М. И. Стеблин-Каменский. — репр. 1979. — СПб.: Наука, 2004. — 183 с. Тираж 2000 экз.
- 517. Игорь Северянин. Громокипящий кубок. Ананасы в шампанском. Соловей. Классические розы. — М.: Наука, 2003. — 870 с. Тираж 3000 экз.
- 518. Сказки и легенды пушкинских мест. Записи на местах наблюдения и исследования члена-корреспондента АН СССР В. И. Чернышёва. — репр. 1950. — 342 с. Тираж 2000 экз.
- 519. Сказки и повести Древнего Египта / Пер. и коммент. Лившица И. Г.; Отв. ред. Ольдерогге Д. А. — репр. 1979. — 287 с. Тираж 2000 экз.
- 520. Скандинавская баллада. — репр. 1978. — СПб.: Наука, 2004. — 272 с. Тираж 2000 экз.
- 521. Вальтер Скотт. Обручённая / Издание подгот. З. Е. Александрова, Т. Г. Чеснокова, Отв. редактор А. Н. Горбунов. — М.: Ладомир; Наука, 2004. — 320 с. Тираж 2000 экз.
- 522. Фёдор Сологуб. Мелкий бес / Изд. подг. М. М. Павлова. — СПб.: Наука, 2004. — 890 с. Тираж. 3000 экз.

### 2005
- 523. Сергей Андреевский. Книга о смерти. — М.: Наука, 2005. — 670 с. Тираж 1350 экз.
- 524. Павел Анненков. Письма к Тургеневу (1852—1874): В 2 т. Том 1. — СПб.: Наука, 2005. — 534 с. Тираж 1500 экз.
- 525. Павел Анненков. Письма к Тургеневу (1875—1883): В 2 т. Том 2. — СПб.: Наука, 2005. — 424 с. Тираж 1500 экз.
- 526. Симона де Бовуар. Мандарины. — М.: Ладомир; Наука, 2005. — 620 с. Тираж 2000 экз.
- 527. Воспоминания Бестужевых. — репр. 1951. — 902 с. Тираж 1500 экз.
- 528. Франц Грильпарцер. Автобиография. — М.: Наука, 2005. — 395 с. Тираж 1100 экз.
- 529. Иван Долгоруков. Повесть о рождении моём, происхождении и всей жизни: В 2 т. Т. 2 / Изд. подг. Н. В. Кузнецова, М. О. Мельцин; отв. ред. В. П. Степанов. — СПб.: Наука, 2005. — 728 с. Тираж 2000 экз.
- 530. Домострой / Изд. подг. В. В. Колесов, В. В. Рождественская; отв. ред. В. Л. Дмитриев. — 2-е изд. — СПб.: Наука, 2005. — 400 с. Тираж 1500 экз. (в 2007 г. дополнительный тираж 1500 экз.)
- 531. Махабхарата. Заключительные книги XV—XVIII / Изд. подг. С. Л. Невелева, Я. В. Васильков; отв. ред. И. М. Стеблин-Каменский. — СПб.: Наука, 2005. — 236 с. Тираж 2000 экз.
- 532. Младшая Эдда / Изд.. подг. О. А. Смирницкая, М. И. Стеблин-Каменский. — репр. 1970. — СПб.: Наука, 2005. — 144 с. Тираж 1500 экз.
- 533. Жуанот Мартурель, Марти-Жуан де Галба. Тирант Белый. — М.: Ладомир; Наука, 2005. — 828 с. Тираж 2000 экз.
- 534. Томас Мэлори. Смерть Артура. — репр. 1974. — М. — СПб.: Наука, 2005. — 900 с. Тираж 1500 экз.
- 535. Андрей Осипович-Новодворский. Эпизоды из жизни ни павы, ни вороны. — СПб.: Наука, 2005. — 542 с. Тираж 1500 экз.
- 536. Послания Ивана Грозного. — репр. 1951. — СПб.: Наука, 2005. — 720 с. Тираж 2000 экз.
- 537. Старшая Эдда. Древнеисландские песни о богах и героях / Перевод А. И. Корсуна. Ред., вступ. статья и коммент. М. И. Стеблин-Каменского. — репр. 1963. — СПб.: Наука, 2005. — 260 с. Тираж 1500 экз.
- 538. Теодор Шторм. Всадник на белом коне[англ.]. — М.: Ладомир; Наука, 2005. — 288 с. Тираж 2000 экз.

### 2006
- 539. Элий Аристид. Священные речи. Похвала Риму. — М.: Ладомир; Наука, 2006. — 288 с. Тираж 2000 экз.
- 540. Балинт Балашши. Стихотворения / Изд. подг. Е. В. Витковский, Ю. П. Гусев, И. Хорват; отв. ред. Н. И. Балашов, Ю. П. Гусев. — М.: Наука, 2006. — 400 с. Тираж 1600 экз.
- 541. Карл Микаэль Бельман. Послания Фредмана. Песни Фредмана[англ.]. — СПб.: Наука, 2006. — 372 с. Тираж 2000 экз.
- 542. Девять ступеней вака: Японские поэты об искусстве поэзии / Изд. подг. И. А. Боронина; отв. ред. Е. М. Дьяконова. — М.: Наука, 2006. — 429 с. Тираж 400 экз.
- 543. Хенрик Ибсен. Кесарь и Галилеянин. Росмерсхольм[англ.]. — СПб.: Наука, 2006. — 745 с. Тираж 2000 экз.
- 544. Поль Клодель. Благая весть Марии[фр.]. — М.: Наука, 2006. — 624 с. Тираж 2000 экз.
- 545. Кребийон-сын. Шумовка, или Танзай и Неадарне. — М.: Наука, 2006. — 368 с. Тираж 2000 экз.
- 546. Дмитрий Лихачёв. Письма о добром. — СПб.: Наука, 2006. — 316 с. Тираж 300 экз. Издана по заказу фонда Д. С. Лихачева, в продажу не поступала.
- 547. Махабхарата. Адипарва. Книга первая. — 3-е изд. — СПб.: Наука, 2006. — 744 с. Тираж 2000 экз.
- 548. Джон Мильтон. Потерянный рай. Возвращённый рай. Другие поэтические произведения. — Илл. Г. Доре. — М.: Наука, 2006. — 864 с. Тираж 2000 экз.
- 549. Рамаяна. — Кн. 1, 2. — М.: Ладомир; Наука 2006. — 896 с. Тираж 1000 экз.
- 550. Александр Солженицын. В круге первом: Роман. — М.: Наука, 2006. — 798 с. + 8 c. илл., портрет. Тираж 3000 экз.
- 551. Фредерик Сулье. Мемуары дьявола[фр.]. — М.: Ладомир; Наука, 2006. — 833 с. Тираж 2000 экз.
- 552. Эпос о Гильгамеше. — Репр. 1961. — СПб.: Наука, 2006. — 216 c. Тираж 3000 экз.

### 2007
- 553. Ассиро-вавилонский эпос / Изд. подг. В. В. Емельянов; пер. с шумерского и аккадского языков В. К. Шилейко; отв. ред. И. М. Стеблин-Каменский. — СПб.: Наука, 2007. — 650 с. Тираж 3000 экз.
- 554. Эмили Дикинсон. Стихотворения. Письма / Пер. Аркадия Гаврилова. Изд. подг. Т. Д. Венедиктова, А. Г. Гаврилов, С. Б. Джимбинов. Отв. ред. А. Н. Горбунов, И. Г. Птушкина. — М.: Наука, 2007. — 549 с. Тираж 650 экз.
- 555. Ян Длугош. Грюнвальдская битва / Изд. подг. Г. А. Стратановский, Б. В. Казанский, Л. В. Разумовская. — 2-е изд., репр. 1962. — 214 с. Тираж 3000 экз.
- 556. Книга моего деда Коркута. Огузский героический эпос / Пер. академика В. В. Бартольда. Изд. подг. В. М. Жирмунский, А. Н. Кононов. — 2-е изд., репр. 1962. — СПб.: Наука, 2007. — 304 с. Тираж 2000 экз.
- 557. Бартоломе де лас Касас. История Индий / Изд. подг. В. Л. Афанасьев, З. И. Плавскин, Д. П. Прицкер, Г. В. Степанов. — 2-е изд., репр. 1968. — СПб.: Наука, 2007. — 471 с. Тираж 2000 экз.
- 558. Мари-Мадлен де Лафайет. Сочинения / Пер. О. Е. Ивановой, Л. А. Сифуровой, Ю. А. Гинзбург, Н. А. Световидовой, И. И. Кузнецовой, Д. Д. Литвинова. Изд. подг. Н. В. Забабурова, Л. А. Сифурова, К. А. Чекалов. Отв. ред. А. Д. Михайлов. — М.: Ладомир; Наука, 2007. — 524 с. Тираж 2000 экз.
- 559. Махабхарата. Кн. 2. Сабхапарва, или Книга о собрании / Пер. с санскр. и коммент. В. И. Кальянова. Отв. ред. Б. А. Ларин. — 3-е изд., репр. 1962. — СПб.: Наука, 2007. — 253 с. Тираж 2000 экз.
- 560. Махабхарата. Кн. 4. Виратапарва, или Книга о Вирате / Пер. с санскр. и коммент. В. И. Кальянова. Отв. редактор В. В. Струве. — 3-е изд., репр. 1967. — СПб.: Наука, 2007. — 212 с. Тираж 2000. экз
- 561. Антонио Мачадо. Полное собрание стихотворений: 1936 г. / Отв. ред. В. Е. Багно; составитель В. Н. Андреев, А. Ю. Миролюбова. — СПб.: Наука, 2007. — 856 c. Тираж 2000 экз.
- 562. Дмитрий Мережковский. Вечные спутники. Портреты из всемирной литературы / Изд. подг. Е. А. Андрущенко. — СПб.: Наука, 2007. — 902 с.
- 563. Андрей Муравьёв. Таврида. — СПб.: Наука, 2007. — 518 с. Тираж 2000 экз.
- 564. Алишер Навои. Язык птиц / Изд. подг. С. Н. Иванов, А. Н. Мелехова, Пер. С. Иванова. — 2-е изд., репр. 1993. — СПб.: Наука, 2007. — 383 с. Тираж 2000 экз.
- 565. Повесть временных лет / Подготовка текста, перевод, статьи и комментарии Д. С. Лихачёва, под ред. В. П. Адриановой-Перетц. — 3-е изд. — СПб.: Наука, 2007. — 672 с. Тираж 3000 экз.
- 566. Леонид Семёнов. Стихотворения. Проза / Отв. ред. М. Л. Гаспаров. — М.: Наука, 2007. Тираж 650 экз.
- 567. Луи де Рувруа Сен-Симон. Мемуары. 1691—1701. — М.: Ладомир; Наука, 2007. — 992 с. 159 илл. Тираж 2000 экз. Приложение: 8 генеалогических таблиц в комплекте с книгой.
- 568. Стихотворения Александра Пушкина / Изд. подг. Л. С. Сидяков. Отв. ред. Ю. М. Лотман и С. А. Фомичёв. — 2-е изд., стереотипное. — СПб.: Наука, 2007. — 640 с. Тираж 3000 экз. — ISBN 978-5-02-026460-1.
- 569. Герберт Уэллс. Опыт автобиографии: Открытия и заключения одного вполне заурядного ума (начиная с 1866 года)[англ.] / Пер. В. Р. Закревской, Ю. И. Кагарлицкого, Р. Е. Облонской и др. Изд. подг. Р. Е. Облонская. — М.: Ладомир; Наука, 2007. — 718 c. Тираж 2000 экз.
- 570. Феофраст. Характеры / Пер., ст., прим. Г. А. Стратановского. — 3-е изд., репр. 1974. — СПб.: Наука, 2007. — 123 с. Тираж 2000 экз.
- 571. Записки, статьи, письма декабриста Ивана Якушкина / Ред., коммент. С. Я. Штрайха. Отв. ред. М. В. Нечкина. — Репр. 1951. — СПб.: Наука, 2007. — 744 с. Тираж 2000 экз.

### 2008
- 572. Аристофан. Комедии и фрагменты. — 2-е изд., репр. 2000 / Пер. Адриана Пиотровского. Изд. подг. В. Н. Ярхо. — М.: Ладомир; Наука, 2008. — 1034 с. Тираж 1000 экз.
- 573. Семён Бобров. Рассвет полночи. Херсонида. В 2 т. Т. 1 / Изд. подг. В. Л. Коровин. — М.: Наука, 2008. — 656 с. Тираж 2000 экз.
- 574. Семён Бобров. Рассвет полночи. Херсонида. В 2 т. Т. 2 / Изд. подг. В. Л. Коровин. — М.: Наука, 2008. — 624 с. Тираж 2000 экз.
- 575. Гомер. Илиада. — 2-е изд., репр. 1990. Тираж 2000 экз.
- 576. Хождение в Святую землю московского священника Иоанна Лукьянова. 1701—1703. — М.: Наука, 2008. — 672 с. Тираж 1200 экз. (?) — тираж в книге не указан
- 577. Сильвия Плат. Собрание стихотворений. В редакции Теда Хьюза / Изд. подг. В. П. Бетаки, Т. Д. Венедиктова, Е. В. Кассель. Отв. ред. Т. Д. Венедиктова, Е. В. Халтрин-Халтурина. — М.: Наука, 2008. — 411 с. илл., портрет. Тираж 650 экз. (?) — тираж в книге не указан
- 578. Элий Аристид. Священные речи. Похвала Риму. — 2-е изд., испр. и доп. / Изд. подг. С. И. Межерицкая, М. Л. Гаспаров. Отв. ред. Н. А. Чистякова. — М.: Ладомир; Наука, 2008. — 288 с. Тираж 2000 экз.
- 579. Мехтильда Магдебургская. Струящийся Свет Божества. — М.: Наука, 2008. — 360 с. Тираж 1100 экз. (?) — тираж в книге не указан
- 580. Иван Тургенев. Отцы и дети / Изд. подг. С. А. Батюто, Н. С. Никитина. — СПб.: Наука, 2008. — 624 с. Тираж 3000 экз.
- 581. Путешествия русских послов XVI—XVII вв. Статейные списки. — Репр. 1954 / Отв. ред. Д. С. Лихачёв. — СПб.: Наука, 2008. — 490 с. Тираж 2000 экз.
- 582. Письма Марка Туллия Цицерона к Аттику, близким, брату Квинту, М. Бруту. I. Годы 68-51. — Репр. 1949 / Пер., коммент. В. О. Горенштейна. Отв. ред. И. И. Толстой. — СПб.: Наука, 2008. — 536 с. Тираж 2000 экз.
- 583. Письма Марка Туллия Цицерона к Аттику, близким, брату Квинту, М. Бруту. II. Годы 51-46. — Репр. 1950 / Пер., коммент. В. О. Горенштейна. Отв. ред. И. И. Толстой. — СПб.: Наука, 2008. — 502 с. Тираж 2000 экз.
- 584. Марк Порций Катон. Земледелие. — Репр. 1950 / Пер., коммент. М. Е. Сергеенко. Отв. ред. И. И. Толстой. — СПб.: Наука, 2008. — 224 с. Тираж 2000 экз.

### 2009
- 585. Махабхарата. Кн.6. Бхишмапарва, или книга о Бхишме / Изд. подг. В. Г. Эрман. — М.: Ладомир; Наука, 2009. — 480 с. Тираж: 2000 экз.
- 586. Самуэль Батлер. Путь всякой плоти[англ.] / Изд. подг. И. И. Чекалов. Пер. с англ. Л. А. Чернышёвой и А. К. Тарасовой. Отв. ред. А. Н. Горбунов. — М.: Ладомир; Наука, 2009. — 460с. Тираж 1000 экз.
- 587. Джон Донн. Стихотворения и поэмы / Изд. подг. А. Н. Горбунов, Г. М. Кружков, И. И. Лисович, В. С. Макаров. — М.: Наука, 2009. — 567 с. Тираж 1300 экз.
- 588. Фридрих Шиллер. Духовидец; Карл Гроссе[англ.]. Гений; Генрих Цшокке. Абеллино, великий разбойник. — М.: Ладомир; Наука, 2009. — 496 с. Тираж 2000 экз.
- 589. Николай Гоголь. Арабески. — СПб.: Наука, 2009. — 512 с. Тираж 3000 экз.
- 590. Василий Тредиаковский. Сочинения и переводы как стихами, так и прозою / Изд. подг. Н. Ю. Алексеева, В. П. Степанов. — СПб.: Наука, 2009. — 668 с. Тираж 1000 экз.
- 591. Аллан Эдгар По. Ворон. — М.: Наука, 2009. — 401 с. Тираж в книге не указан.
- 592. Никита Гиляров-Платонов. Из пережитого. Автобиографические воспоминания: В 2 т. Т. 1. — СПб.: Наука, 2009. — 613 с. Тираж 3000 экз.
- 593. Никита Гиляров-Платонов. Из пережитого. Автобиографические воспоминания: В 2 т. Т. 2. — СПб.: Наука, 2009. — 715 с. Тираж 3000 экз.
- 594. Рифаа Рафи ат-Тахтави. Извлечение чистого золота из краткого описания Парижа, или Драгоценный диван сведений о Париже[фр.] / Пер. с арабского В. Н. Кирпиченко. — М.: Наука, 2009. — 270 с. Тираж в книге не указан.

### 2010
- 595. Уильям Хэзлитт. Застольные беседы[англ.] / Изд. подг. Н. Я. Дьяконова, А. Ю. Зиновьева, А. А. Липинская. — М.: Ладомир; Наука, 2010. — 685 c. Тираж 1500 экз.
- 596. Антоний Погорельский. Сочинения. Письма / Изд. подг. М. А. Турьян. Отв. ред. Б. Ф. Егоров. — СПб.: Наука, 2010. — 755 с. Тираж 1000 экз.
- 597. Мэри Шелли. Франкенштейн, или Современный Прометей. Последний человек / Изд. подг. Антонов С. А. и др. — М.: Ладомир; Наука, 2010. — 667 с. Тираж 2000 экз.
- 598. Роже Бюсси-Рабютен. Любовная история галлов / Изд. подг. Т. О. Кожанова, Л. Г. Ларионова, М. Н. Морозова, Л. А. Сифурова. — М.: Ладомир; Наука, 2010. — 322 с. + карта. Тираж 2000 экз.
- 599. Майстер Экхарт. Трактаты. Проповеди / Изд. подг. М. Ю. Реутин. Отв. ред. Н. А. Бондаренко. — М.: Наука, 2010. — 438 с.
- 600. Письма Марка Туллия Цицерона к Аттику, близким, брату Квинту, М. Бруту. III. Годы 46-43. — репр. 1951 / Пер., коммент. В. О. Горенштейна. Отв. ред. И. И. Толстой. — СПб.: Наука, 2010. — 827 с. Тираж 1000 экз.
- Афиней. Пир мудрецов. В 15 книгах. Книги 9—15 / Пер. и примеч. Н. Т. Голинкевича. — М.: Наука, 2010. 597 с. ISBN 978-5-02-037384-6

### 2011
- 601. Песнь о крестовом походе против альбигойцев / Пер. с прованс. И. О. Белавина, Е. В. Морозовой. — М.: Ладомир; Наука, 2011. — 440 с. — 2000 экз. — ISBN 978-5-86218-489-1.
- 602. Альфред Дёблин. Берлин, Александерплац. / Пер. с нем. — М.: Ладомир; Наука, 2011. — 634 с. Тираж 2000 экз.
- 603. Камилу Каштелу Бранку. Падший ангел[порт.]. / Изд. подг. К. В. Ковалёв. — СПб.: Наука, 2011. — 296 с. Тираж 1000 экз.
- 604. Томас Кид. Испанская трагедия / Изд. подг. Н. Э. Микеладзе, М. М. Савченко. — М.: Ладомир, 2011. — 328 с. Тираж 1500 экз.
- 605. Имре Мадач. Трагедия человека[англ.] / Изд. подг. Ю. П. Гусев. — М.: Наука, 2011. — 621 с.
- 606. Алексей Ремизов. КУКХА. Розановы письма. — СПб.: Наука, 2011. — 610 с. Тираж 1000 экз.
- 607. Лев Толстой и Александра Толстая. Переписка (1857—1903). — М.: Наука, 2011. — 975 с. Тираж 1250 экз. (РГНФ — 300)
- 608. Мигель Сервантес де Сааведра. Восемь комедий и восемь интермедий. — СПб.: Наука, 2011. — 1262 с. Тираж 1000 экз.[3]
- 609. Джон Китс. Письма / Перевод и примечания С. Л. Сухарева. — СПб.: Наука, 2011. — 646 с. Тираж 1200 экз.[4]

### 2012
- 610. Джозеф Конрад. Тайный агент. На взгляд Запада[англ.]. — М.: Ладомир, 2012. — 598 с. Тираж 1500 экз.
- 611. Литературные памятники. Аннотированный каталог 1948—2011. — М.: Наука, 2012. — 606 с.
- 612. Джефри Чосер. Кентерберийские рассказы. — М.: Наука, 2012. — 952 с.
- 613. Теофиль Готье. Романическая проза: В 2 т. Т. 1: Фортунио[англ.]. Царь Кандавл. Невинные распутники[фр.]. Милитона[фр.]. Двое на двое. — М.: Ладомир, 2012. — 707 с. Тираж 2000 экз.
- 614. Теофиль Готье. Романическая проза: В 2 т. Т. 2: Жан и Жанетта[фр.]. Аватара. Джеттатура[фр.]. Роман о мумии[фр.]. Спирита[фр.]. — М.: Ладомир, 2012. — 696 с. Тираж 2000 экз.
- 615. Клара Рив. Старый английский барон. — М.: Ладомир, 2012. — 270 с. Тираж 1200 экз.
- 616. Алексей Толстой. Хождение по мукам / Изд. подг. Г. Н. Воронцова. — М.: Наука, 2012. — 478 с.
- 617. Евгений Баратынский, Александр Пушкин. Две повести в стихах: «Бал», «Граф Нулин» / Изд. подг. М. Н. Виролайнен. — СПб.: Наука, 2012. — 282 с. Тираж 1000 экз.
- 618. Из ранней валлийской поэзии / Изд. подг. А. И. Фалилеев. — СПб.: Наука, 2012. — 367 с. Тираж 1000 экз.
- 619. Вирджиния Вулф. Обыкновенный читатель / Изд. подг. Н. И. Рейнгольд. — М.: Наука, 2012. — 776 с.
- 620. Всеволод Иванов. Тайное тайных / Изд. подг. Е. А. Папкова. — М.: Наука, 2012. — 566 с.
- 621. Фёдор Сологуб. Полное собрание стихотворений и поэм: В 3 т. Т. 1: 1877—1892 гг. / Изд. подг. М. М. Павлова. — СПб.: Наука, 2012. — 1206 с. Тираж 1000 экз.

### 2013
- 622. Мухаммад Ал-Мувайлихи. Рассказ Исы ибн Хишама, или Период времени[англ.] / Изд. подг. В. Н. Кирпиченко. — М.: Наука, 2013. — 305 с.
- 623. Августин Блаженный. Исповедь / Изд. подг. Н. Н. Казанский. — СПб.: Наука, 2013. — 376 с. Тираж 1500 экз.
- 624. Николай Гоголь. Миргород / Изд. подг. В. Д. Денисов. — СПб.: Наука, 2013. — 570 с. Тираж 500 экз.
- 625. Виктор Гюго. Ган Исландец; Бюг Жаргаль: Романы. — М.: Ладомир; Наука, 2013. — 710 с. Тираж 2000 экз.
- 626. Василий Капнист. Опыт перевода и подражания Горациевых од / Изд. подг. А. О. Дёмин. — СПб.: Наука, 2013. — 432 с. Тираж 800 экз.
- 627. Путешествие по Европе боярина Б. П. Шереметева. 1697—1699 / Изд. подг. Л. А. Ольшевская и др. — М.: Наука, 2013. — 511 с. Тираж 1300 экз.
- 628. Воинские повести Древней Руси. Репр. 1949. / Под редакцией чл.-корр. АН СССР В. П. Адриановой-Перетц. — СПб.: Наука, 2013. — 360 с.
- 629. Василий Тредиаковский. Сочинения и переводы как стихами, так и прозою. 2-е изд. / Изд. подг. Н. Ю. Алексеева, В. П. Степанов. — СПб.: Наука, 2013. — 668 с. Тираж 500 экз.
- 630. Екатерина Сиенская. Письма. — М.: Ладомир; Наука, 2013. — 520 с. Тираж 1300 экз.
- 631. Борис Чичибабин. В стихах и прозе / Изд. подг. Л. Г. Фризман. — М.: Наука, 2013. — 567 с.
- 632. Уильям Шекспир. Король Лир. — М.: Наука, 2013. — 373 с.

### 2014
- 633. Мистерии Йоркского цикла / Изд. подг. А. Н. Горбунов, В. С. Сергеева. — М.: Ладомир; Наука, 2014. — 872 с. Тираж 1200 экз.[5]
- 634. Вирджиния Вулф. День и ночь[англ.]. — М.: Ладомир; Наука, 2014. — 502 с., илл. Тираж 1200 экз.[6]
- 635. Московский сборник. — СПб.: Наука, 2014. — 1308 с.
- 636. Андрей Белый. Собрание стихотворений. 1914. — М.: Наука, 2014. — 464 с. Репринт 1997. Тираж 520 экз.
- 637. Рамаяна. Книга третья: Араньяканда (Книга о лесе) / Изд. подг. П. А. Гринцер. — М.: Ладомир; Наука, 2014. — 400 с. Тираж 1500 экз.
- 638. Джироламо Савонарола. Цикл проповедей на книгу пророка Аггея. — М.: Наука, 2014. — 312 с. Тираж 230 экз.
- 639. Поль Верлен. Стихотворения: В 2 т. Том 1. Стихотворения. — СПб.: Наука, 2014. — 776 с., вкл., портр.
- 640. Поль Верлен. Стихотворения: В 2 т. Том 2. Дополнения. — СПб.: Наука, 2014. — 524 с., вкл., портр.
- 641. Генрих Сузо. Exemplar. — М.: Ладомир; Наука, 2014. — 600 с., илл.
- 642. Франческо Альгаротти. Путешествие в Россию / Изд. подг. И. П. Володина, А. Ю. Миролюбова. Отв. ред. М. Л. Андреев. — СПб.: Наука, 2014. — 400 с., илл. Тираж 1000 экз.
- 643. Фёдор Сологуб. Полное собрание стихотворений и поэм: В 3 т. Том 2 (Кн. 1). Стихотворения и поэмы 1893—1899. — СПб.: Наука, 2014. — 992 с., вкл.
- 644. Томас Элиот. Бесплодная земля / Изд. подг. В. М. Толмачёв, А. Ю. Зиновьева. Отв. ред. В. М. Толмачёв. — М.: Ладомир, 2014. — 528 с., илл.
- 645. Дмитрий Свербеев. Мои записки. — М.: Наука, 2014. — 942 с., илл.
- 646. Жан Батист Луве де Кувре. Любовные похождения шевалье де Фобласа / Изд. подг. Е. П. Гречаная, Е. В. Трынкина. — М.: Ладомир; Наука, 2014. — 864 с., илл. Тираж 1200 экз.
- 646а. Луве де Кувре, Жан Батист. Любовные похождения шевалье де Фобласа. Дополнительный том. / Изд. подг. Е. В. Трынкина. — М.: Ладомир, 2014. — 280 с.[7]
- 647. Фёдор Сологуб. Полное собрание стихотворений и поэм: В 3 т. Том 2 (Кн. 2). Стихотворения и поэмы 1900—1915. — СПб.: Наука, 2014. — 806 с.[8]
- 648. Андрей Белый. Начало века. Берлинская редакция (1923). — СПб.: Наука, 2014. — 1063 с.[8]

### 2015
- 649. Михаил Погодин. Марфа, Посадница Новгородская. — М.: Наука, 2015. — 368 с.
- 650. Федор Достоевский. Бедные люди / Изд. подг. К. А. Баршт. — М.: Ладомир, Наука, 2015. — 807 с.

- 651. Младшая Эдда / Изд. подг. О. А. Смирницкая и М. И. Стеблин-Каменский [Репр. изд. 1970]. — СПб.: Наука, 2015. — 140 с.
- 652. Старшая Эдда. Древнеисландские песни о богах и героях / Пер. А. И. Корсуна. Редакция, вступительная статья и комментарии М. И. Стеблин-Каменского [Репр. изд. 1963]. — СПб.: Наука, 2015. — 260 с. — 1200 экз.
- 653. Эпос о Гильгамеше [Репр. изд. 1961]. — СПб.: Наука, 2015. — 216 с.

- 654. Андрей Курбский. История о делах великого князя московского / Пер. А. А. Алексеева; изд. подг. К. Ю. Ерусалимский. — М.: Наука, 2015. — 943 с.
- 655. Бруно Травен. Корабль мертвецов[англ.] / Изд. подг. Г. Е. Потапова. — СПб.: Наука, 2015. — 486 с.
- 656. Мадам д’Онуа. Кабинет фей / Изд. подг. М. А. Гистер. — М.: Ладомир, Наука, 2015. — 1000 с. — 1200 экз.
- 657. Николай Лесков. Чёртовы куклы / Изд. подг. А. А. Шелаева. — СПб.: Наука, 2015. — 364 с.
- 658. Бенджамин Дизраэли. Cибилла[англ.] / Изд. подг. А. А. Фридман, И. И. Чекалов, Г. А. Велигорский, М. А. Козлова. — М.: Ладомир, 2015. — 836 с.
- 659. Михаил Булгаков. Белая Гвардия / Изд. подг. Е. А. Яблоков — М.: Ладомир; Наука, 2015. — 824 с. — 1200 экз.
- 660. Вячеслав Иванов. Повесть о Светомире царевиче. — М.: Ладомир, 2015. — 824 с. — 1000 экз.

### 2016
- 661. Несчастный Никанор, или Приключение жизни российского дворянина Н*****. / Составитель Т. Е. Автухович; Ред. Н. Д. Блудилина. — СПб.: Наука, 2016. — 336 с. — 500 экз.
- 662. Гасьен Куртиль де Сандра. Мемуары M. L. C. D. R. / Пер. Яна Семченкова. — М.: Ладомир; Наука, 2016. — 472 с. — 1200 экз.

- 663. Поэзия скальдов. — репр. 1979. / Изд. подг. С. В. Петров, М. И. Стеблин-Каменский. — М.: Наука, 2016. — 183 с. — 1000 экз.

- 664. Исландские пряди / Изд. подг. Е. А. Гуревич; Отв. ред. О. А. Смирницкая. — М.: Наука, 2016. — 1008 с. — 500 экз. — ISBN 978-5-02-039117-8.

- 665. Рамон Льюль. Книга о любящем. — 3-е изд. — СПб.: Наука, 2016. — 288 с.

- 666. Алексей Толстой. Полное собрание стихотворений. Т. 1. — СПб.: Наука, 2016. — 1072 с.
- 667. Алексей Толстой. Полное собрание стихотворений. Т. 2. — СПб.: Наука, 2016. — 768 с.
- 668. Сесар Вальехо. Чёрные герольды[англ.]. Трильсе[англ.]. Человечьи стихи[исп.] / Изд. подг. В. Н. Андреев, К. Ц. Корконосенко. — СПб.: Наука, 2016. — 700 экз.

- 669. Византийские легенды / Изд. подг. С. В. Полякова. — СПб.: Наука, 2016—303 с. — 1000 экз. (репринт 1972)

- 670. Луи де Рувруа Сен-Симон. Мемуары. 1701—1707. — М.: Ладомир; Наука, 2016. — Т. 1. — 472 с. — 1200 экз. Приложение: 8 генеалогических таблиц в комплекте с книгой + Аллегория побед, одержанных Великим Альянсом в 1704 году.
- 671. Луи де Рувруа Сен-Симон. Мемуары. 1701—1707. — М.: Ладомир; Наука, 2016. — Т. 2. — 1200 с. — 1200 экз.
- 672. Луи де Рувруа Сен-Симон. Мемуары. 1701—1707. — М.: Ладомир; Наука, 2016. — Т. 3. — 592 с. — 1200 экз.

- 673. Махабхарата. Кн. XIV. Ашвамедхикапарва, или Книга о жертвоприношении коня / Изд. подг. Я. В. Васильков, С. Л. Невелева. — СПб.: Наука, 330 с. [C] — 1000 экз. (Репринт 2003)
- 674. Махабхарата. Заключительные книги XV—XVIII / Изд. подг. Я. В. Васильков, С. Л. Невелева, Отв. ред. И. М. Стеблин-Каменский. — СПб.: Наука, 2016. — 236 с. [C] — 1000 экз. (Репринт 2005)

- 675. Уильям Шекспир. Сонеты / Изд. подг. А. Н. Горбунов, В. С. Макаров, Е. А. Первушина, В. С. Флорова, Е. В. Халтрин-Халтурина; Отв. ред. А. Н. Горбунов. — М.: Наука, 2016.

- 676. Девять ступеней вака́: Японские поэты об искусстве поэзии. / Изд. подг. И. А. Боронина. — 2-е изд. — М.: Наука, 2016. — 432 с. — 350 экз.
- 677. Андрей Белый. Собрание стихотворений 1914. / Изд. подг. А. В. Лавров. — 3-е изд., репринтное. — М.: Наука, 2016. — 100 экз. (Репринт 1997)
- 678. Сказки и повести Древнего Египта. / Изд. подг. И. Г. Лившиц, Д. А. Ольдерогге, Р. И. Рубинштейн. — СПб.: Наука, 2016. — 288 с. — 1000 экз. (Репринт 1979)

- 679 Николай Заболоцкий. Столбцы. / Изд. подг. Н. Н. Заболоцкий, И. Е. Лощилов. — М.: Наука, 2016. — 532 с.: ил.

- 680. Домострой. — 4-е изд. — СПб.: Наука, 2016. — 400 с.: ил.
- 681. Петрюс Борель. Шампавер. — 3-е изд, репр. 1971. — 207 с.

### 2017
- 682. Ахмад Фарис аш-Шидйак. Шаг за шагом вслед за ал-Фарйаком. / Изд. подг. В. Н. Кирпиченко, А. Б. Куделин; Отв. ред. А. Б. Куделин. — М.: Наука, 2017. — 408 с.
- 683. Келемен Микеш. Турецкие письма. / Отв. ред. Ю. П. Гусев. — М.: Наука, 2017. — 616 с.
- 684. Уильям Вордсворт. Прелюдия 1805 г.[англ.] / Изд. подг. А. Н. Горбунов, Е. В. Халтрин-Халтурина, Т. Ю. Стамова. — М.: Ладомир; Наука, 2017. — 1000 с., илл., портрет. Тираж 800 экз.
- 685. Якоб Вассерман. Каспар Хаузер, или Леность сердца[нем.] / Изд. подг. В. М. Толмачёв. — М.: Ладомир; Наука, 2017. — 544 с. — 500 экз.
- 686. Элий Аристид. Надгробные речи. Монодии / Изд. подг. С. И. Межерицкая, Пер. С. И. Межерицкая, С. И. Соболевский, В. В. Вальченко, С. П. Шестаков, Ф. Г. Мищенко, С. А. Жебелев, С. Я. Шейнман-Топштейн. Отв. ред. Э. Д. Фролов. — М.: Ладомир; Наука, 2017. — 432 с. Тираж 600 экз.
- 687. Книга о Ласаро де Тормес / Изд. подг. С. И. Пискунова, А. В. Серебренников. — М.: Ладомир, Наука, 2017. — 688 с., ил., вкл., прил. 198 с. — 1000 экз.
- 688. Уоллес Стивенс. Фисгармония. / Изд. подг. Г. М. Кружков, Т. Д. Венедиктова, Анна Швец; Отв. ред. Н. М. Азарова, Т. Д. Венедиктова, пер. Г. М. Кружков, Л. В. Оборин. — М.: Наука, 2017. — 416 с.

- 689. Сэр Гавейн и Зелёный Рыцарь. / Пер. с англ. В. П. Бетаки. — М.: Наука, 2017. — 2-е изд., 256 с.
- 690. Игорь Северянин. Громокипящий кубок. Ананасы в шампанском. Соловей. Классические розы. — М.: Наука, 2017. — 2-е изд. испр., доп. 882 с., илл. — 1500 экз.
- 691. Андрей Белый. Собрание стихотворений. 1914. — М.: Наука, 2017. — 464 с. Репринт 1997.
- 692. Исландские пряди. / Изд. подг. Е. А. Гуревич; Отв. ред. О. А. Смирницкая. — М.: Наука. — 1004 с. Репринт 2016.
- 693. Лев Толстой и Александра Толстая. Переписка (1857—1903). — М.: Наука. — 975 с. Тираж 1250 экз. (РГНФ — 300) Репринт 2011.

### 2018
- 694. Шартрская школа: Гильом Коншский. Философия; Теодорих Шартрский. Трактат о шести днях творения; Бернард Сильвестр. Космография; Комментарий на первые шесть книг «Энеиды»; Астролог; Алан Лильский. Плач Природы / Пер. и комм. О. С. Воскобойникова, Р. Л. Шмаракова, П. В. Соколова; изд. подг. О. С. Воскобойников; отв. ред. М. Ю. Реутин. — М. : Наука, 2018. — 457 с. — ISBN 978-5-02-040000-9.

- 695. Сильвия Плат. Собрание стихотворений. В редакции Теда Хьюза / Изд. подг. В. П. Бетаки, Т. Д. Венедиктова, Е. В. Кассель; отв. ред. Т. Д. Венедиктова, Е. В. Халтрин-Халтурина. — 2-е изд. — М. : Наука, 2018. — 411 с. — ISBN 978-5-02-040058-0.

- 696. Альфред Теннисон. In Memoriam А.-Г. Х. Obiit MDCCCXXXIII[англ.] / Изд. подг. А. Н. Горбунов, Д. Н. Жаткин, Т. Ю. Стамова. — М. : Наука : Ладомир, 2018. — 608 с. — 600 экз. — ISBN 978-5-86218-547-8.
- 697. Эдмунд Спенсер. Amoretti[англ.] и Эпиталама / Изд. подг. И. И. Бурова; отв. ред. Е. В. Халтрин-Халтурина. — М.: Наука, 2018. — ISBN 978-5-02-040095-5.
- 698. Тристан Тцара. Лицо наизнанку / Изд. подг. Н. Л. Сухачёв; отв. ред. Е. Д. Гальцова. — М.: Наука, 2018. — ISBN 978-5-02-040094-8
- 699. Данте Габриэль Россетти. Дом Жизни / Изд. подг. В. Ц. Некляев, Д. Н. Жаткин. — Кн. I. — М.: Наука; Ладомир, 2018. — 390 с. — 600 экз.
- 700. Данте Габриэль Россетти. Дом Жизни / Изд. подг. В. Ц. Некляев, Д. Н. Жаткин. — Кн. II. — М.: Наука; Ладомир, 2018. — 583 с. — 600 экз.
- 701. Жак Казот. Продолжение «Тысячи и одной ночи». кн. первая / Изд. подг. Н. Т. Пахсарьян, Е. В. Трынкина. — М.: Наука; Ладомир, 2018. — 610 с. — 1000 экз.
- 702. Жак Казот. Продолжение «Тысячи и одной ночи». кн. вторая / Изд. подг. Н. Т. Пахсарьян, Е. В. Трынкина. — М.: Наука; Ладомир, 2018. — 566 с. — 1000 экз.
- 703. Робин Гуд / Изд. подг. В. С. Сергеева. Пер. Н. С. Гумилёва, С. Я. Маршака, Г. В. Иванова, Г. В. Адамовича и др. — М.: Наука; Ладомир, 2018. — 888 с. — ISBN 978-5-86218-562-1. — 800 экз.
- 704. Гийом Аполлинер. Стихи / Пер. М. П. Кудинова, ст. и прим. Н. И. Балашова. — 2-е изд. — М.: Наука, 2018. — 335 с.
- 705. Исаак Бабель. Конармия / Изд. подг. Е. И. Погорельская. Отв. редактор Н. В. Корниенко. — М.: Наука, 2018.

### 2019
- 706. Пелгримация, или Путешественник Ипполита Вишенского; 1707—1709 / Изд. подг. С. Н. Травников, Л. А. Ольшевская — М.: Наука, 2019. — 439 с. — тираж в книге не указан — ISBN 978-5-02-040175-4.
- 707. Петрюс Борель. Мадам Потифар / Изд. подг. Т. В. Соколова, А. Ю. Миролюбова. — М.: Ладомир; Наука, 2019. — 664 с. — 600 экз. — ISBN 978-5-86218-563-8.
- 708. Марло Кристофер. Трагическая история доктора Фауста / Изд. подг. А. Н. Горбунов, В. С. Макаров, Д. Н. Жаткин, А. А. Рябова. — СПб.: Наука, 2018. — 321 с. — 300 экз. — ISBN 978-5-02-039585-5.
- 709. Элизабет Штагель. Житие сестёр обители Тёсс / Изд. подг. М. Ю. Реутин. — М.: Ладомир; Наука, 2019. — 660 с. — 500 экз. — ISBN 978-5-94451-056-3; ISBN 978-5-86218-573-7.
- 710. Джованни Боккаччо. Декамерон / Изд. подг. М. Л. Андреев, Л. В. Бессмертных. — Том I. — М.: Ладомир; Наука, 2019. — 515 с. — 1000 экз. — ISBN 978-5-86218-565-2; ISBN 978-5-86218-570-6.
- 711. Джованни Боккаччо. Декамерон / Изд. подг. М. Л. Андреев, Л. В. Бессмертных. — Том II. — М.: Ладомир; Наука, 2019. — 440 с. — 1000 экз. — ISBN 978-5-86218-566-9
- 712. Джованни Боккаччо. Декамерон / Изд. подг. М. Л. Андреев, Л. В. Бессмертных. — Том III. — Кн. 1. — М.: Ладомир; Наука, 2019. — 582 с. — 1000 экз. — ISBN 978-5-86218-567-6.
- 713. Джованни Боккаччо. Декамерон / Изд. подг. М. Л. Андреев, Л. В. Бессмертных. — Том III. — Кн. 2. — М.: Ладомир; Наука, 2019. — 610 с. — 1000 экз. — ISBN 978-5-86218-568-3.
- 714. Матвей Комаров. Ванька Каин. Милорд Георг / Изд. подг. В. Д. Рак. — М.: Ладомир; Наука, 2019. — 440 с. — 500 экз. — ISBN 978-5-94451-058-7; ISBN 978-5-86218-575-1.
- 715. Николай Гнедич. Дон Коррадо де Геррера / Изд. подг. Е. О. Ларионова. — М.: Ладомир; Наука, 2019. — 457 с. — 500 экз. — ISBN 978-5-86218-574-4.
- 716. Шартрская школа: Гильом Коншский. Философия; Теодорих Шартрский. Трактат о шести днях творения; Бернард Сильвестр. Космография; Комментарий на первые шесть книг «Энеиды»; Астролог; Алан Лильский. Плач Природы / Изд. подг. О. С. Воскобойников. Пер. и комм. О. С. Воскобойникова, Р. Л. Шмаракова, П. В. Соколова. Отв. ред. М. Ю. Реутин. — М.: Наука, 2019.
- 717. Николай Каразин. На далёких окраинах. Погоня за наживой / Изд. подг. Э. Ф. Шафранская. — М.: Наука, 2019. — 630 с. — ISBN 978-5-02-040167-9.
- 718. Житие протопопа Аввакума / Изд. подг. Н. С. Демкова, Л. В. Титова. — СПб.: Наука, 2019. — 455 с. — 1000 экз. — ISBN 978-5-02-039-746-0.

### 2020
- 719. Мигель де Сервантес Сааведра. Назидательные новеллы / Изд. подг. С. И. Пискунова, М. Е. Смирнова, Т. И. Пигарёва. — Том I. — М.: Ладомир: Наука, 2020. — 548 с. — 500 экз.
- 720. Мигель де Сервантес Сааведра. Назидательные новеллы / Изд. подг. С. И. Пискунова, М. Е. Смирнова, Т. И. Пигарёва. — Том II. — М.: Ладомир: Наука, 2020. — 404 с. — 500 экз.
- 721. Уильям Шекспир. Пустые хлопоты любви / Изд. подг. А. Н. Горбунов, Г. М. Кружков, В. С. Макаров, Е. А. Первушина. — М.: Наука, 2020. — 734 с.
- 722. Пьер Мак Орлан. Набережная туманов[фр.] / Изд. подг. А. А. Сабашникова, Е. В. Баевская и др. — Том I. — М.: Ладомир; Наука, 2020. — 672 с. — 500 экз.
- 723. Пьер Мак Орлан. Набережная туманов / Изд. подг. А. А. Сабашникова, Е. В. Баевская и др. — Том II. — М.: Ладомир; Наука, 2020. — 344 с. — 500 экз.
- 724. Якоб Гримм, Вильгельм Гримм. Детские и домашние сказки / Изд. подг. К. М. Азадовский, Р. Ю. Данилевский, Е. Е. Дмитриева — Том I. — М.: Ладомир: Наука, 2020. — 872 с. — 500 экз.
- 725. Якоб Гримм, Вильгельм Гримм. Детские и домашние сказки / Изд. подг. К. М. Азадовский, Р. Ю. Данилевский, Е. Е. Дмитриева — Том II. — М.: Ладомир: Наука, 2020. — 440 с. — 500 экз.
- 726. Вальтер Мап. Забавы придворных[англ.] / Изд. подг. Р. Л. Шмараков. — СПб.: Наука, 2020. — 424 с. — 1000 экз. — ISBN 978-5-02-040321-5.
- 727. Фёдор Сологуб. Полное собрание стихотворений и поэм: В 3 т. / Изд. подг. М. М. Павлова. — Том III. — СПб.: Наука, 2020. — 942 с. — 300 экз.
- 728. Николай Греч. Чёрная женщина / Изд. подг. Е. В. Маркасова — М.: Ладомир; Наука, 2020. — 668 с. — 500 экз.
- 729. Брэм Стокер. Дракула / Изд. подг. Т. А. Михайлова, М. П. Одесский. — М.: Ладомир; Наука, 2020. — 889 с. — 450 экз.
- 730. Николай Заболоцкий. Столбцы. / Изд. подг. Н. Н. Заболоцкий, И. Е. Лощилов. — М.: Наука, 2016. — 532 с.: ил. Второе издание, стереотипное.

### 2021
- 731. Аркадий Аверченко. Рассказы (юмористические) / Изд. подг. Д. Д. Николаев. — Кн. I. — М.: Ладомир; Наука, 2021. — 516 с. — 500 экз. — ISBN 978-5-86218-597-3; ISBN 978-5-86218-596-6.
- 732. Аркадий Аверченко. Рассказы (юмористические) / Изд. подг. Д. Д. Николаев. — Кн. II. — М.: Ладомир; Наука, 2021. — 604 с. — 500 экз. — ISBN 978-5-86218-598-0.
- 733. Уильям Шекспир. Ромео и Джульетта / Изд. подг. Е. М. Луценко. — М.: Ладомир; Наука, 2021. — 734 с.— 400 экз. — ISBN 978-5-86218-609-3.
- 734. Екатерина Великая. Мемуары / Изд. подг. М. А. Крючкова, Т. И. Акимова, Е. В. Морозова — Кн. I. — М.: Ладомир; Наука, 2021. — 416 с. — 500 экз. — ISBN 978-5-86218-611-6
- 735. Екатерина Великая. Мемуары / Изд. подг. М. А. Крючкова, Т. И. Акимова, Е. В. Морозова — Кн. II. — М.: Ладомир; Наука, 2021. — 720 с. — 500 экз. — ISBN 978-5-86218-612-3

### 2022
- 736. Фарид ад-Дин ʻАттар. Божественная книга (Илахи-наме)[англ.] / Изд. подг. Л. Г. Лахути — Кн. I. — М.: Ладомир; ВРС, 2022. — 890 с. — 500 экз. — ISBN 978-5-94451-060-0
- 737. Фарид ад-Дин ʻАттар. Божественная книга (Илахи-наме) / Изд. подг. Л. Г. Лахути — Кн. II. — М.: Ладомир; ВРС, 2022. — 567 с. — 500 экз. — ISBN 978-5-94451-061-7
- 738. Теофиль Готье. Младофранки. Новеллы. Сказки / Изд. подг. С. Н. Зенкин, Е. В. Трункина — Кн. I. — М.: Ладомир; Наука, 2022. — 624 с.
- 739. Теофиль Готье. Младофранки. Новеллы. Сказки / Изд. подг. С. Н. Зенкин, Е. В. Трункина — Кн. II. — М.: Ладомир; Наука, 2022. — 360 с.
- 740. Жюль Мишле. История Французской революции / Изд. подг. Ю. В. Гусева, А. В. Гордон, Н. Т. Пахсарьян. — Т. 1. — М.: Ладомир; Наука, 2022. — 628 с.
- 741. Жюль Мишле. История Французской революции / Изд. подг. Ю. В. Гусева, А. В. Гордон, Н. Т. Пахсарьян — Т. 2. — М.: Ладомир; Наука, 2022. — 728 с.
- 742. Жюль Мишле. История Французской революции / Изд. подг. Ю. В. Гусева, А. В. Гордон, Н. Т. Пахсарьян — Т. 3. — М.: Ладомир; Наука, 2022. — 636 с.
- 743. Жюль Мишле. История Французской революции / Изд. подг. Ю. В. Гусева, А. В. Гордон, Н. Т. Пахсарьян — Т. 4. — М.: Ладомир; Наука, 2022. — 752 с.
- 744. Жюль Мишле. История Французской революции / Изд. подг. Ю. В. Гусева, А. В. Гордон, Н. Т. Пахсарьян — Т. 5. — М.: Ладомир; Наука, 2022. — 460 с.
- 745. Жюль Мишле. История Французской революции / Изд. подг. Ю. В. Гусева, А. В. Гордон, Н. Т. Пахсарьян — Т. 6. — М.: Ладомир; Наука, 2022. — 844 с.

### 2023
- 746. Мигель де Сервантес Сааведра. Странствия Персилеса и Сихизмунды / Изд. подг. С. И. Пискунова, В. А. Ведюшкин, А. В. Серебренников. — М.: Ладомир: Наука, 2023. — 716 с. — 400 экз. — ISBN 978-5-86218-636-9
- 747. Сэмюэл Джонсон. Жизнеописания прославленных английских поэтов и критические обозрения их сочинений[англ.] / Изд. подг. Н. И. Рейнгольд, Т. А. Гуревич. — Кн. I — М.: Ладомир: Наука, 2023. — 904 с.
- 748. Сэмюэл Джонсон. Жизнеописания прославленных английских поэтов и критические обозрения их сочинений / Изд. подг. Н. И. Рейнгольд, Т. А. Гуревич. — Кн. II — М.: Ладомир: Наука, 2023. — 896 с.
- 749. Сэмюэл Джонсон. Жизнеописания прославленных английских поэтов и критические обозрения их сочинений / Изд. подг. Н. И. Рейнгольд, Т. А. Гуревич. — Кн. III — М.: Ладомир: Наука, 2023. — 556 с.
- 750. Уильям Шекспир. Король Ричард III. — М.: Наука, 2023. — 527 с. — 500 экз. — ISBN 978-5-02-040298-0.
- 751. Джейн Остин. Гордость и предубеждение / Изд. подг. А. Я. Ливергант, К. Н. Атарова, А. Ю. Зиновьева, П. Ю. Рыбина. — М.: Ладомир: Наука, 2023. — 868 с. — 500 экз. — ISBN 978-5-86218-643-7.
- 752. Эдмунд Бёрк. Размышления о революции во Франции / Изд. подг. С. Я. Карп; Отв. ред. С. Н. Зенкин. — М.: Ладомир: Наука, 2023. — 512 с.
- 753. Шумеро-аккадский эпос Нинурты / Изд. подг. В. В. Емельянов. — СПб.: Наука, 2023. — 352 с. — ISBN 978-5-02040-289-8.
- 754. Квинт Курций Руф. История Александра Великого Македонского / Изд. подг. Р. Л. Шмараков, А. А. Клейменов, С. И. Николаев. — М.: Ладомир: Наука, 2023. — 636 с. — ISBN 978-5-86218-651-2.

### 2024
- 755. Пауль Одерборн. Жизнь Ивана Васильевича, великого князя Московии / Изд. подгот. В. В. Рыбаков, А. И. Филюшкин, Д. Г. Хрусталёв. — М.: Наука, 2024. — 439 с. — ISBN 978-5-02-040465-6.
- 756. Иоанн Таулер. Проповеди / Изд. подг. М. Ю. Реутин. — Кн. I — М.: Ладомир: Наука, 2024. — 552 с. — ISBN 978-5-86218-655-0.
- 757. Иоанн Таулер. Проповеди / Изд. подг. М. Ю. Реутин. — Кн. II — М.: Ладомир: Наука, 2024. — 441 с.
- 758. Дион Хрисостом. Вифинские речи / Изд. подгот. С. И. Межерицкая; Отв. ред. А. В. Подосинов. — М.: Ладомир; Наука, 2024. — 488 с.
- 759. Генрих фон Клейст. Новеллы / Изд. подгот. А.И. Иваницкий и А.А. Конопленко; Отв. ред. Е.Е. Дмитриева. — М.: Ладомир; Наука, 2024. — 860 с.— ISBN 978-5-86218-678-9.

### 2025
- 760. Салмон и Морольф / Изд. подг. М. Ю. Реутин. — Кн. I — М.: Ладомир: Наука, 2025. — 548 с. — ISBN 978-5-86218-686-4.
- 761. Салмон и Морольф / Изд. подг. М. Ю. Реутин. — Кн. II — М.: Ладомир: Наука, 2025. — 436 с.
- 762. Болеслав Маркевич. Четверть века назад. Перелом. Бездна — Кн. I — М.: Наука, 2025. — 630 с. — ISBN 978-5-02-040273-7.
- 763. Болеслав Маркевич. Четверть века назад. Перелом. Бездна — Кн. II — М.: Наука, 2025. — 767 с.
- 764. Болеслав Маркевич. Четверть века назад. Перелом. Бездна — Кн. III — М.: Наука, 2025. — 909 с.

## Редакционная коллегия
Редколлегию «Литературных памятников» возглавляли академик и президент АН СССР С. И. Вавилов (1948—1951, как председатель Редакционно-издательского совета АН СССР), академик и вице-президент АН СССР В. П. Волгин (1951—1962), академик Н. И. Конрад (1962—1970), академик Д. С. Лихачёв (1971—1990), доктор филологических наук Б. Ф. Егоров (1991—2002), академик Н. И. Балашов (2003—2006), член-корреспондент РАН А. Д. Михайлов (2006—2009), академик А. Б. Куделин (с 2010).
В нынешний состав редколлегии входят: акад. М. Л. Андреев, член-корр. РАН В. Е. Багно (зам. председателя), д.фил.н. Т. Д. Венедиктова, акад. Н. Н. Казанский, член-корр. РАН Н. В. Корниенко (зам. председателя), акад. А. В. Лавров, акад. А. М. Молдован, акад. С. И. Николаев, акад. Ю. С. Осипов, акад. М. А. Островский, докт. филол. наук Е. В. Халтрин-Халтурина (учёный секретарь), докт. филол. наук К. А. Чекалов.

## Памятники всемирной литературы
В 2019 году у издательства «Ладомир» появилась родственная «Литературным памятникам» серия «Памятники всемирной литературы», в которую вошли как дополнительные тома с иллюстрациями к вышедшим книгам серии «Литературным памятникам», так и отдельные произведения, по тем или иным причинам, не вышедшие в серии "ЛП", но изданные по тем же принципам.

### Состав серии (отдельные произведения)

#### 2019
- 1. Кретьен де Труа. Ланселот. Ивэйн / Изд. подгот. В.Б. Микушевич, Н.М. Долгорукова, А.В. Демахина, М.М. Пападопуло — М.: Ладомир, 2019. — 744 с. — ISBN 978-5-94451-057-0.

#### 2021
- 2. Уильям Бекфорд. Ватек / Изд. подгот. Л.А. Сифурова, Е.В. Скобелева, Е.В. Трынкина — Кн. I. — М.: Ладомир, 2021. — 296 с. — ISBN 978-5-86218-599-7.
- 3. Уильям Бекфорд. Ватек / Изд. подгот. Л.А. Сифурова, Е.В. Скобелева, Е.В. Трынкина — Кн. II. — М.: Ладомир, 2021. — 792 с. — ISBN 978-5-86218-599-7.
- 4. Уильям Бекфорд. Ватек / Изд. подгот. Л.А. Сифурова, Е.В. Скобелева, Е.В. Трынкина — Кн. III. — М.: Ладомир, 2021. — 388 с. — ISBN 978-5-86218-599-7.

#### 2024
- 5. Джайлс Литтон Стрейчи. Именитые викторианцы / Изд. подгот. Б.М. Проскурнин, Д.Б. Вершинина, Г.А. Велигорский, Л.А. Сифурова — М.: Ладомир, 2024. — 816 с. — ISBN 978-5-86218-644-4.
- 6. Луи де Рувруа Сен-Симон. Мемуары. Том 3. 1707—1710 / Изд. подгот. М.В. Добродеева, В.Н. Малов, М.А. Сидоренко, Л.А. Сифурова — Кн. I. — М.: Ладомир, 2024. — 760 с. — ISBN 978-5-86218-640-6.
- 7. Луи де Рувруа Сен-Симон. Мемуары. Том 3. 1707—1710 / Изд. подгот. М.В. Добродеева, В.Н. Малов, М.А. Сидоренко, Л.А. Сифурова — Кн. II. — М.: Ладомир, 2024. — 448 с. — ISBN 978-5-86218-640-6.
- 8. Луи де Рувруа Сен-Симон. Мемуары. Том 3. 1707—1710 / Изд. подгот. М.В. Добродеева, В.Н. Малов, М.А. Сидоренко, Л.А. Сифурова — Кн. III. — М.: Ладомир, 2024. — 664 с. — ISBN 978-5-86218-640-6.

#### 2025
- 9. Иоганн Вольфганг фон Гёте. Фауст / Изд. подгот. В.Б. Микушевич — М.: Ладомир, 2025. — 591 с. — ISBN 978-5-86218-683-3.
- 10. Генрих фон Клейст. Новеллы — Дополнительный том — М.: Ладомир, 2025. — 800 с.

### Состав серии (дополнительные тома иллюстраций)

#### 2019
- 1. Джованни Боккаччо. Декамерон. Дополнительный том в 3-х книгах — Кн. I. — М.: Ладомир, 2019. — 720 с. — ISBN 978-5-86218-569-0.
- 2. Джованни Боккаччо. Декамерон. Дополнительный том в 3-х книгах — Кн. II. — М.: Ладомир, 2019. — 552 с. — ISBN 978-5-86218-571-3.
- 3. Джованни Боккаччо. Декамерон. Дополнительный том в 3-х книгах — Кн. III. — М.: Ладомир, 2019. — 520 с. — ISBN 978-5-86218-572-0.

#### 2020
- 4. Мигель де Сервантес Сааведра. Назидательные новеллы — Дополнительный том — М.: Ладомир, 2020. — 389 с.
- 5. Пьер Мак Орлан. Набережная туманов. — Дополнительный том — М.: Ладомир, 2020. — 472 с.
- 6. Якоб Гримм, Вильгельм Гримм. Детские и домашние сказки — Дополнительный том в 2-х книгах — Кн. I. — М.: Ладомир, 2020. — 904 с.
- 7. Якоб Гримм, Вильгельм Гримм. Детские и домашние сказки — Дополнительный том в 2-х книгах — Кн. II. — М.: Ладомир, 2020. — 864 с.
- 8. Брэм Стокер. Дракула — Дополнительный том — М.: Ладомир, 2020. — 400 с.

#### 2021
- 9. Уильям Бекфорд. Ватек — Дополнительный том — М.: Ладомир, 2021. — 448 с.
- 10. Уильям Шекспир. Ромео и Джульетта — Дополнительный том в 2-х книгах — Кн. I. — М.: Ладомир, 2021. — 456 с.
- 11. Уильям Шекспир. Ромео и Джульетта — Дополнительный том в 2-х книгах — Кн. II. — М.: Ладомир, 2021. — 400 с.

#### 2022
- 12. Теофиль Готье. Младофранки. Новеллы. Сказки — Дополнительный том — М.: Ладомир; Наука, 2022. — 432 с.
- 13. Жюль Мишле. История Французской революции — Дополнительный том в 4-х книгах — Кн. 1. — М.: Ладомир; Наука, 2022. — 824 с.
- 14. Жюль Мишле. История Французской революции — Дополнительный том в 4-х книгах — Кн. 2. — М.: Ладомир; Наука, 2022. — 959 с.
- 15. Жюль Мишле. История Французской революции — Дополнительный том в 4-х книгах — Кн. 3. — М.: Ладомир; Наука, 2022. — 984 с.
- 16. Жюль Мишле. История Французской революции — Дополнительный том в 4-х книгах — Кн. 4. — М.: Ладомир; Наука, 2022. — 650 с.

#### 2023
- 17. Мигель де Сервантес Сааведра. Странствия Персилеса и Сихизмунды — Дополнительный том — М.: Ладомир; Наука, 2023. — 200 с.
- 18. Джейн Остин. Гордость и предубеждение — Дополнительный том — М.: Ладомир; Наука, 2023. — 752 с.

#### 2024
- 19. Квинт Курций Руф. История Александра Великого Македонского — Дополнительный том — М.: Ладомир; Наука, 2024. — 232 с.